# Liste der Museen in Bayern
Die Liste der Museen in Bayern gibt einen Überblick über aktuelle und ehemalige Museen in Bayern.
Museen in Bayern werden größtenteils von der öffentlichen Hand unterhalten, vor allem vom Freistaat Bayern und den Kommunen. Daneben gibt es aber auch  Museen, die von Privatleuten, Firmen oder Stiftungen getragen werden. Die nichtstaatlichen Museen werden von der Landesstelle für die nichtstaatlichen Museen in Bayern betreut, die auch Mindeststandards für die Anerkennung als Museum vorgibt. 
Die Liste führt entsprechend der Definition des Begriffs Museum durch das International Council of Museums lediglich Einrichtungen auf, die über eine eigene Sammlung verfügen und diese in für die Öffentlichkeit zugänglicher Weise ausstellen. Nicht aufgeführt sind reine Ausstellungshäuser, die ausschließlich Werke ausstellen, die sich nicht im Besitz der Institution befinden. Ebenfalls nicht aufgeführt sind Burgen und Schlösser, die außer Gebäude und Einrichtung keine weiteren Exponate zeigen. Sie sind in der Liste von Burgen und Schlössern in Bayern enthalten.
Der Übersichtlichkeit halber ist die Museenliste in Teillisten nach Kreisfreien Städten bzw. Landkreisen aufgeteilt.
Die folgende Auflistung verweist für die Städte, Märkte und Gemeinden Bayerns (Gemeindeteile sind nicht aufgeführt) auf die jeweilige Teilliste. Museen in den Kreisfreien Städten und Landkreisen, für die noch keine eigenen Listen existieren, sind am Ende dieser Seite unter #Weitere Städte, Märkte und Gemeinden aufgelistet. 

## A

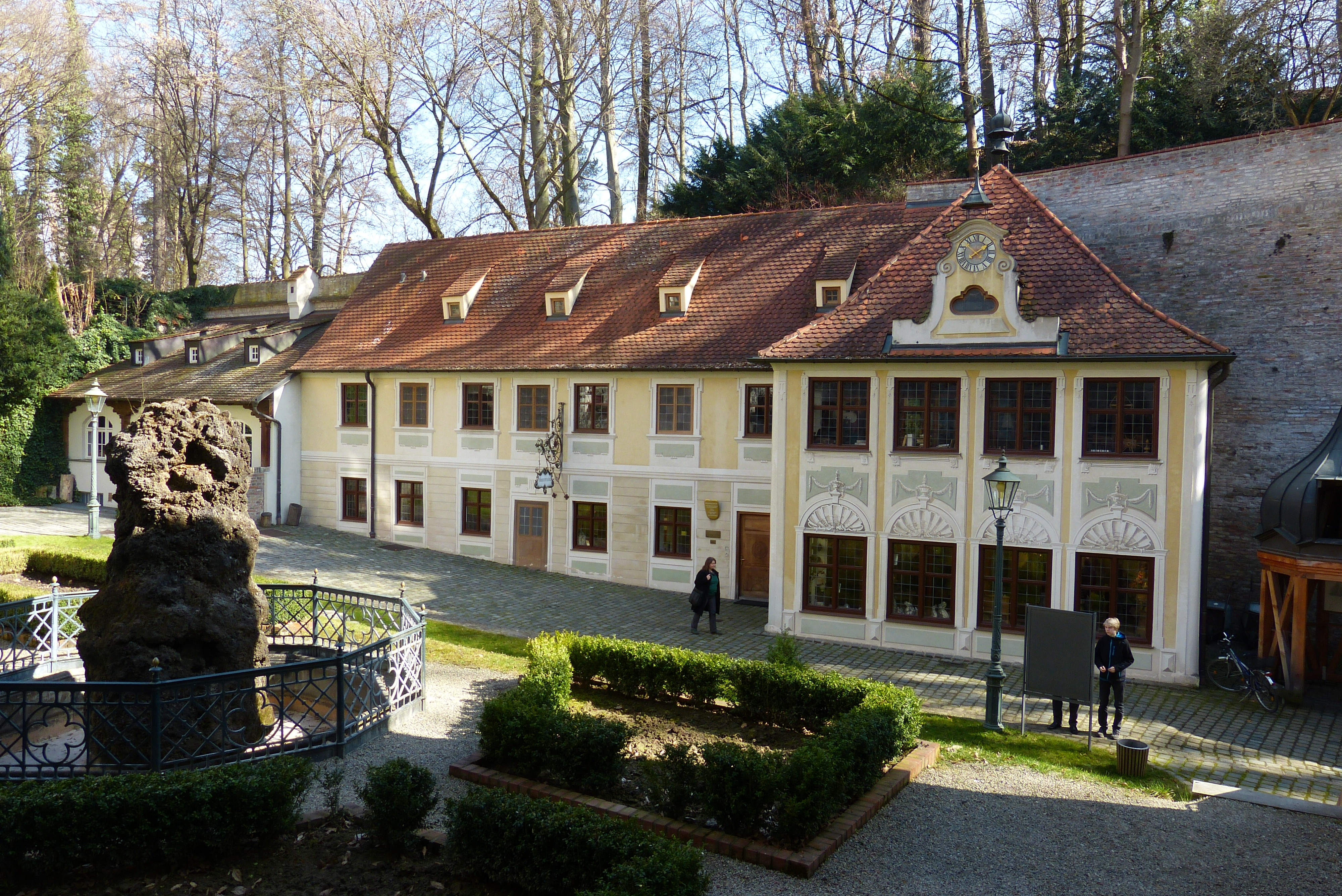
Schwäbisches Handwerkermuseum, Augsburg

- Abensberg → Liste der Museen im Landkreis Kelheim
- Abtswind → Liste der Museen im Landkreis Kitzingen
- Adelschlag → Liste der Museen im Landkreis Eichstätt
- Adelsdorf → Liste der Museen im Landkreis Erlangen-Höchstadt
- Aichach → Liste der Museen im Landkreis Aichach-Friedberg
- Aindling → Liste der Museen im Landkreis Aichach-Friedberg
- Ainring → Liste der Museen im Landkreis Berchtesgadener Land
- Altdorf bei Nürnberg → Liste der Museen im Landkreis Nürnberger Land
- Altenkunstadt → Liste der Museen im Landkreis Lichtenfels
- Altmannstein → Liste der Museen im Landkreis Eichstätt
- Altomünster → Liste der Museen im Landkreis Dachau
- Altusried → Liste der Museen im Landkreis Oberallgäu
- Alzenau → Liste der Museen im Landkreis Aschaffenburg
- Amberg → Liste der Museen in Amberg
- Amerang → Liste der Museen im Landkreis Rosenheim
- Ansbach → Liste der Museen in Ansbach
- Arnstorf → Liste der Museen im Landkreis Rottal-Inn
- Aschaffenburg → Liste der Museen in Aschaffenburg
- Aschau im Chiemgau → Liste der Museen im Landkreis Rosenheim
- Aschheim → Liste der Museen im Landkreis München
- Aub → Liste der Museen im Landkreis Würzburg
- Augsburg → Liste der Museen in Augsburg
- Aying → Liste der Museen im Landkreis München

## B

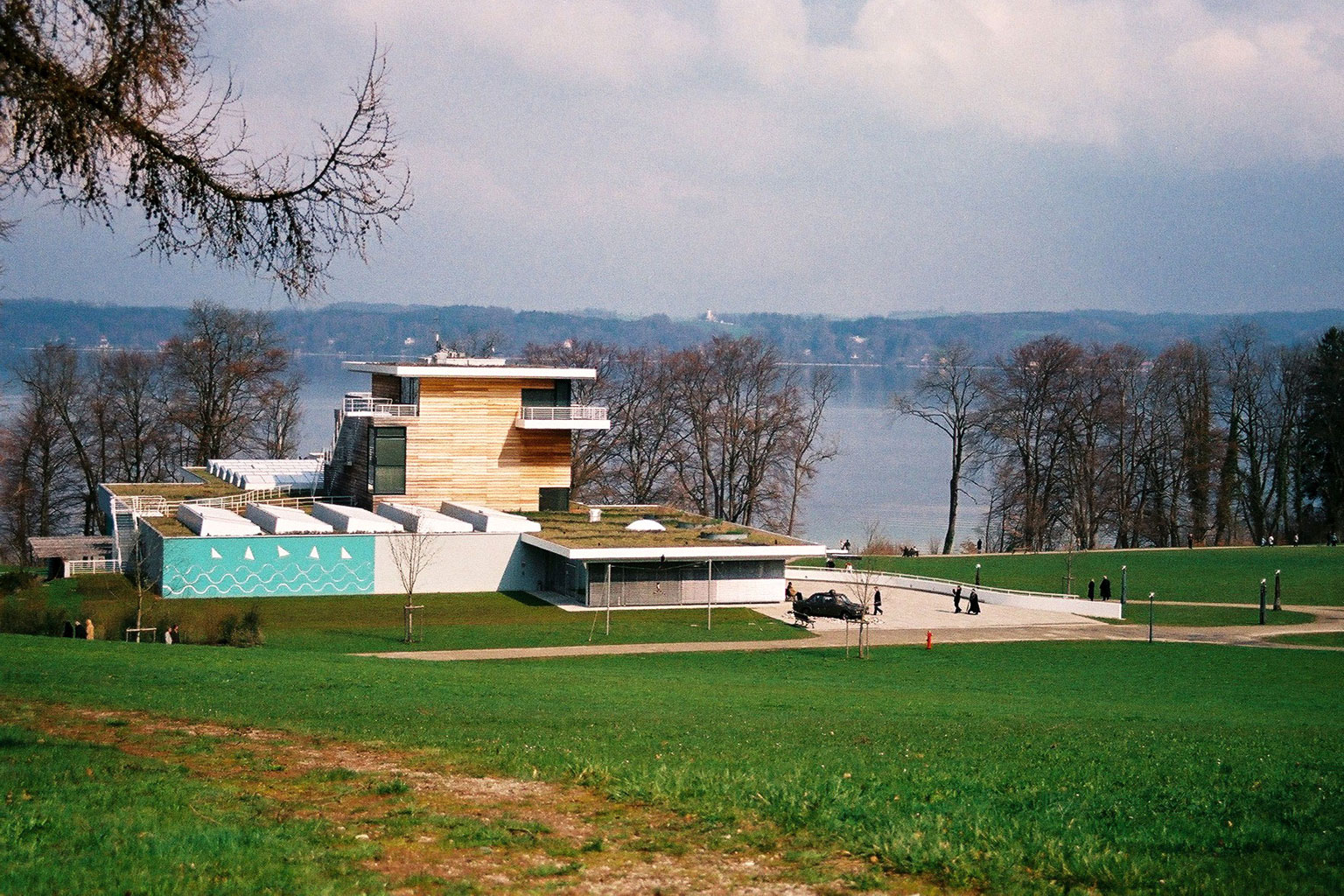
Buchheim-Museum, Bernried am Starnberger See

- Babenhausen → Liste der Museen im Landkreis Unterallgäu
- Bad Abbach → Liste der Museen im Landkreis Kelheim
- Bad Aibling → Liste der Museen im Landkreis Rosenheim
- Bad Bayersoien → Liste der Museen im Landkreis Garmisch-Partenkirchen
- Bad Hindelang → Liste der Museen im Landkreis Oberallgäu
- Bad Königshofen im Grabfeld → Liste der Museen im Landkreis Rhön-Grabfeld
- Bad Neualbenreuth → Liste der Museen im Landkreis Tirschenreuth
- Bad Neustadt an der Saale → Liste der Museen im Landkreis Rhön-Grabfeld
- Bad Reichenhall → Liste der Museen im Landkreis Berchtesgadener Land
- Bad Staffelstein → Liste der Museen im Landkreis Lichtenfels
- Bad Steben → Liste der Museen im Landkreis Hof
- Bad Tölz → Liste der Museen im Landkreis Bad Tölz-Wolfratshausen
- Bad Wörishofen → Liste der Museen im Landkreis Unterallgäu
- Baierbrunn → Liste der Museen im Landkreis München
- Baiersdorf → Liste der Museen im Landkreis Erlangen-Höchstadt
- Bamberg → Liste der Museen in Bamberg
- Bärnau → Liste der Museen im Landkreis Tirschenreuth
- Bayerisch Eisenstein → Liste der Museen im Landkreis Regen
- Bayreuth → Liste der Museen in Bayreuth
- Beilngries → Liste der Museen im Landkreis Eichstätt
- Benediktbeuern → Liste der Museen im Landkreis Bad Tölz-Wolfratshausen
- Benningen → Liste der Museen im Landkreis Unterallgäu
- Berching → Liste der Museen im Landkreis Neumarkt in der Oberpfalz
- Berchtesgaden → Liste der Museen im Landkreis Berchtesgadener Land
- Bernbeuren → Liste der Museen im Landkreis Weilheim-Schongau
- Bernried am Starnberger See → Liste der Museen im Landkreis Weilheim-Schongau
- Blindheim → Liste der Museen im Landkreis Dillingen an der Donau
- Bodenmais → Liste der Museen im Landkreis Regen
- Bogen → Liste der Museen im Landkreis Straubing-Bogen
- Bruck in der Oberpfalz → Liste der Museen im Landkreis Schwandorf
- Bruckmühl → Liste der Museen im Landkreis Rosenheim
- Buchenberg → Liste der Museen im Landkreis Oberallgäu
- Burgau → Liste der Museen im Landkreis Günzburg
- Burgheim → Liste der Museen im Landkreis Neuburg-Schrobenhausen
- Burgkunstadt → Liste der Museen im Landkreis Lichtenfels
- Burglengenfeld → Liste der Museen im Landkreis Schwandorf
- Burgthann → Liste der Museen im Landkreis Nürnberger Land
- Buxheim → Liste der Museen im Landkreis Unterallgäu

## C

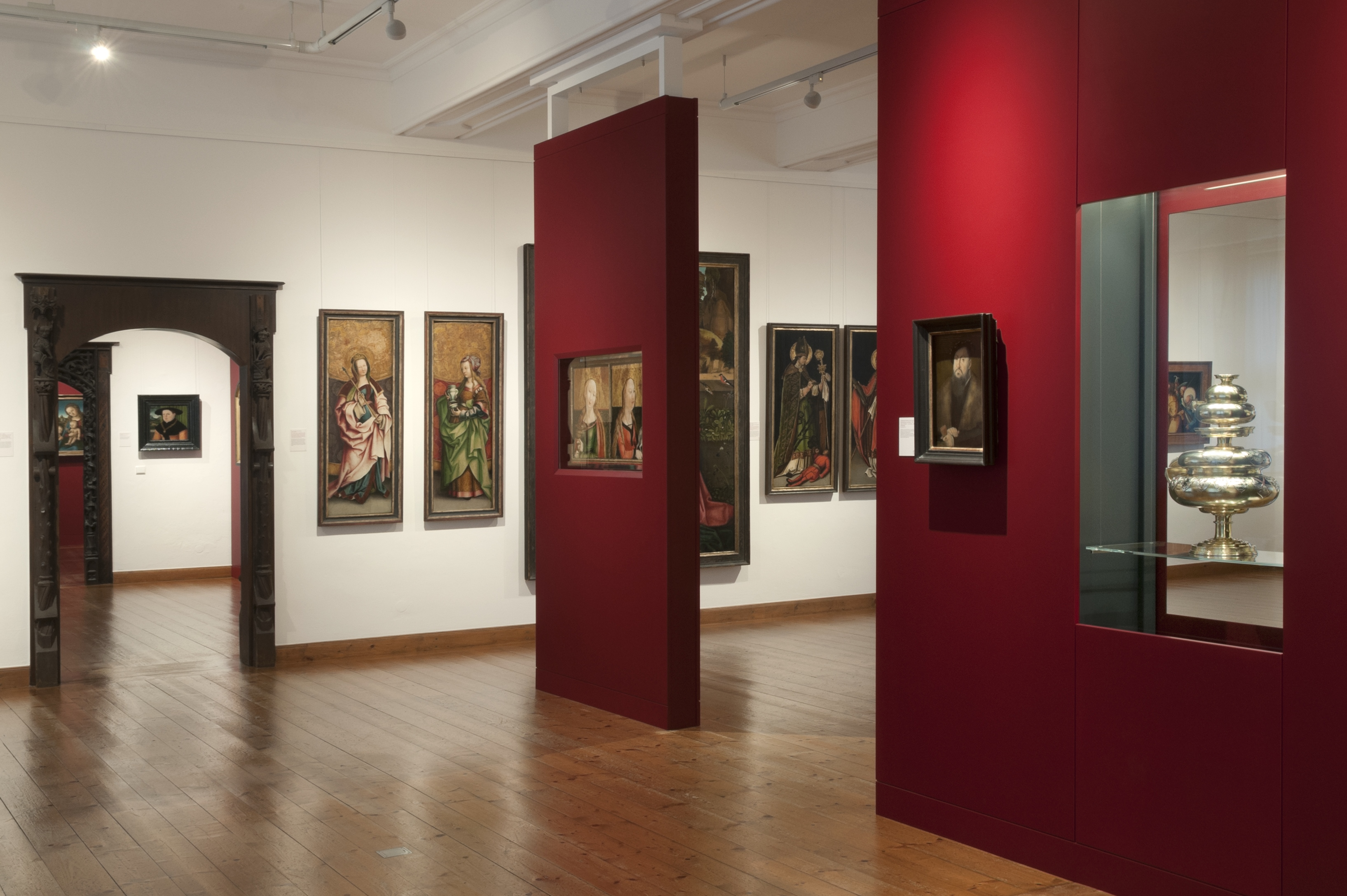
Kunstsammlungen Veste Coburg

- Cadolzburg → Liste der Museen im Landkreis Fürth
- Castell → Liste der Museen im Landkreis Kitzingen
- Chiemsee → Liste der Museen im Landkreis Rosenheim
- Coburg → Liste der Museen in Coburg

## D
- Dachau → Liste der Museen im Landkreis Dachau
- Denkendorf → Liste der Museen im Landkreis Eichstätt
- Denklingen → Liste der Museen im Landkreis Landsberg am Lech
- Dettelbach → Liste der Museen im Landkreis Kitzingen
- Diedorf → Liste der Museen im Landkreis Augsburg
- Dießen am Ammersee → Liste der Museen im Landkreis Landsberg am Lech
- Dietfurt an der Altmühl → Liste der Museen im Landkreis Neumarkt in der Oberpfalz
- Dillingen an der Donau → Liste der Museen im Landkreis Dillingen an der Donau
- Dingolfing → Liste der Museen im Landkreis Dingolfing-Landau
- Dinkelscherben → Liste der Museen im Landkreis Augsburg
- Dittelbrunn → Liste der Museen im Landkreis Schweinfurt
- Dollnstein → Liste der Museen im Landkreis Eichstätt
- Donauwörth → Liste der Museen im Landkreis Donau-Ries
- Dorfen → Liste der Museen im Landkreis Erding

## E

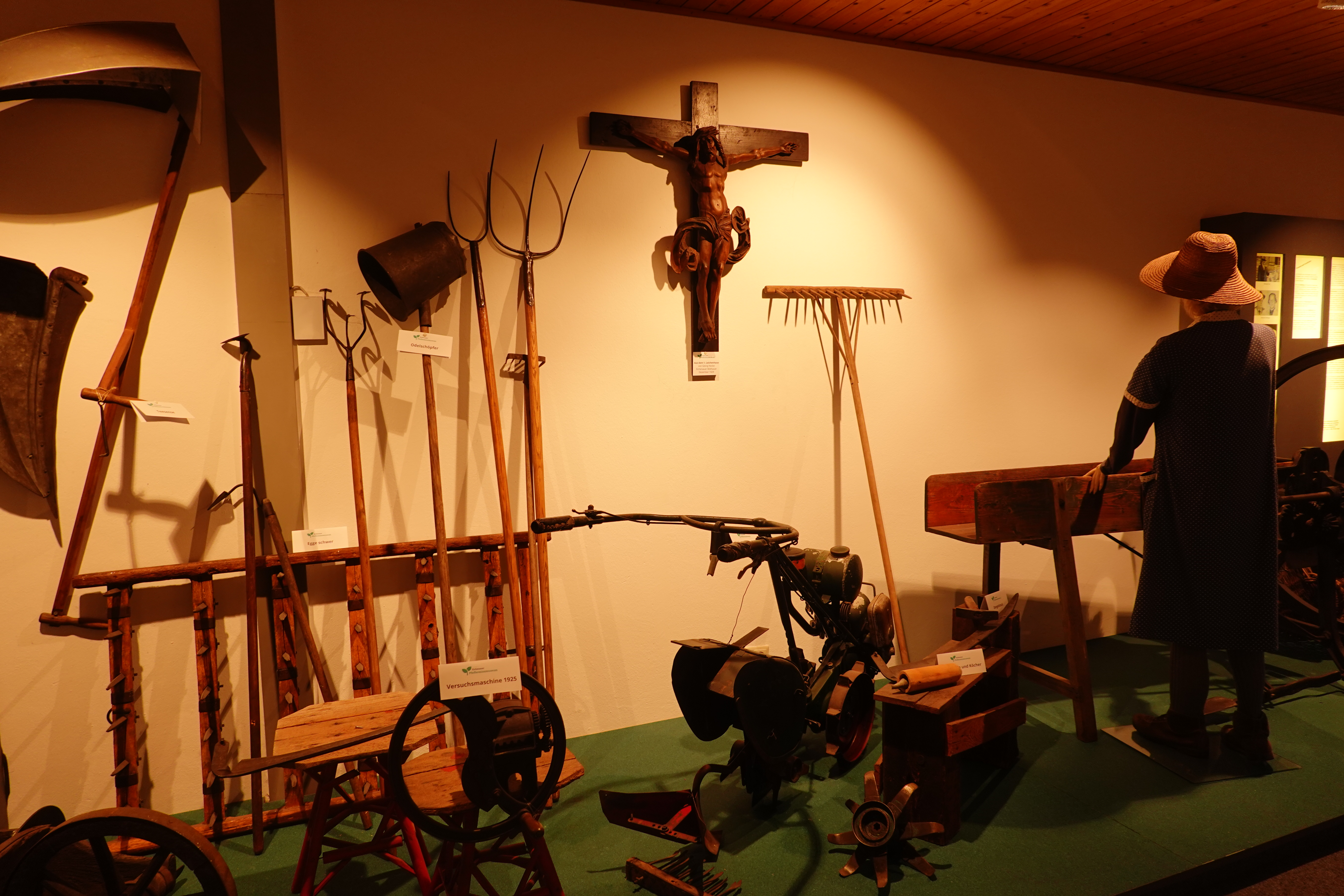
Pfefferminzmuseum, Eichenau

- Ebersberg → Liste der Museen im Landkreis Ebersberg
- Egenhofen → Liste der Museen im Landkreis Fürstenfeldbruck
- Eibelstadt → Liste der Museen im Landkreis Würzburg
- Eichenau → Liste der Museen im Landkreis Fürstenfeldbruck
- Eichendorf → Liste der Museen im Landkreis Dingolfing-Landau
- Eichstätt → Liste der Museen im Landkreis Eichstätt
- Eisenheim → Liste der Museen im Landkreis Würzburg
- Eitensheim → Liste der Museen im Landkreis Eichstätt
- Ellingen → Liste der Museen im Landkreis Weißenburg-Gunzenhausen
- Ellzee → Liste der Museen im Landkreis Günzburg
- Erbendorf → Liste der Museen im Landkreis Tirschenreuth
- Erding → Liste der Museen im Landkreis Erding
- Erdweg → Liste der Museen im Landkreis Dachau
- Eresing → Liste der Museen im Landkreis Landsberg am Lech
- Erkheim → Liste der Museen im Landkreis Unterallgäu
- Erlangen → Liste der Museen in Erlangen

## F

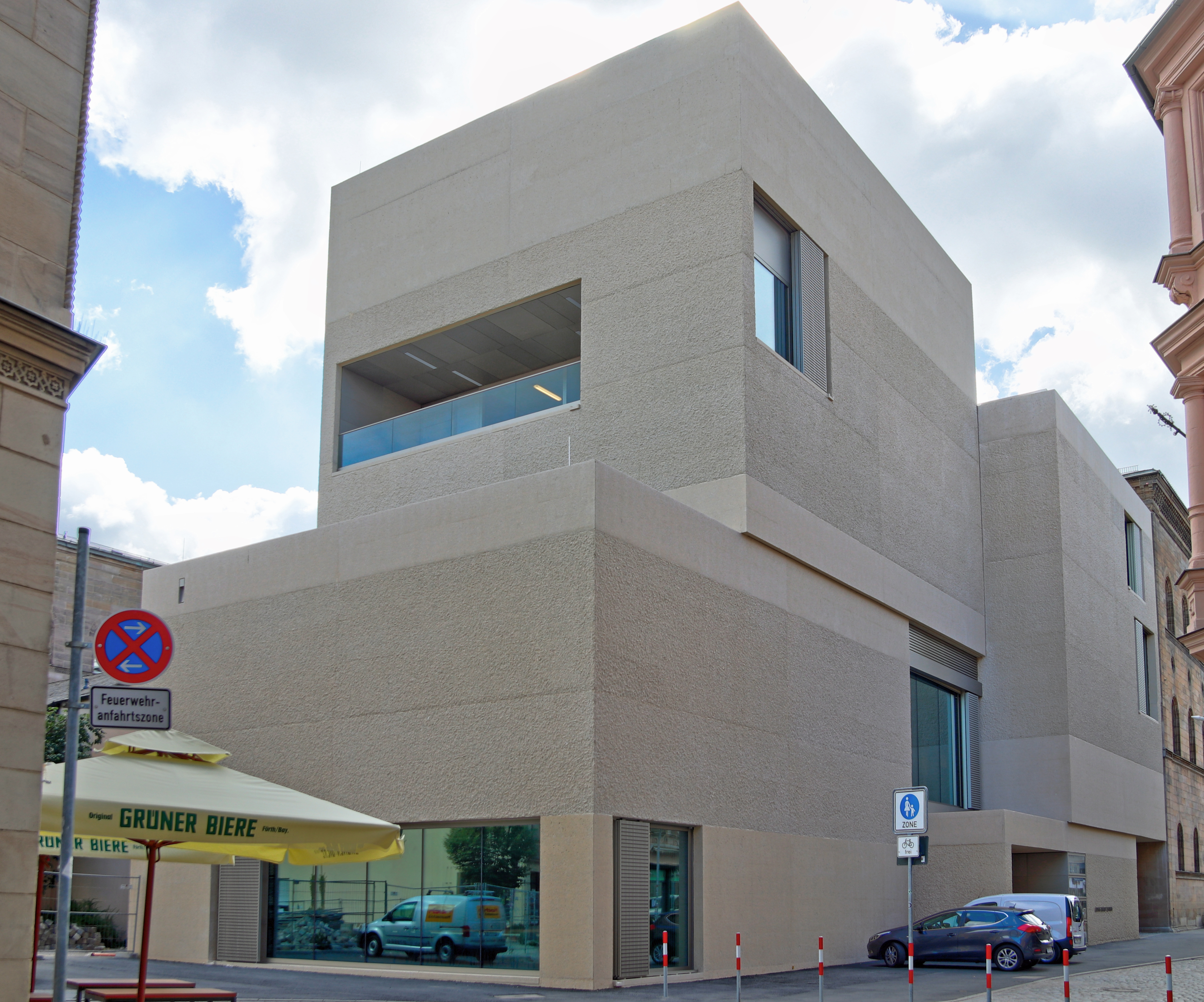
Ludwig Erhard Zentrum, Fürth

- Falkenberg → Liste der Museen im Landkreis Tirschenreuth
- Feucht → Liste der Museen im Landkreis Nürnberger Land
- Fischen im Allgäu → Liste der Museen im Landkreis Oberallgäu
- Fladungen → Liste der Museen im Landkreis Rhön-Grabfeld
- Flintsbach am Inn → Liste der Museen im Landkreis Rosenheim
- Forstern → Liste der Museen im Landkreis Erding
- Frammersbach → Liste der Museen im Landkreis Main-Spessart
- Frasdorf → Liste der Museen im Landkreis Rosenheim
- Frauenau → Liste der Museen im Landkreis Regen
- Freilassing → Liste der Museen im Landkreis Berchtesgadener Land
- Freising → Liste der Museen im Landkreis Freising
- Friedberg → Liste der Museen im Landkreis Aichach-Friedberg
- Fürstenfeldbruck → Liste der Museen im Landkreis Fürstenfeldbruck
- Fürth → Liste der Museen in Fürth

## G

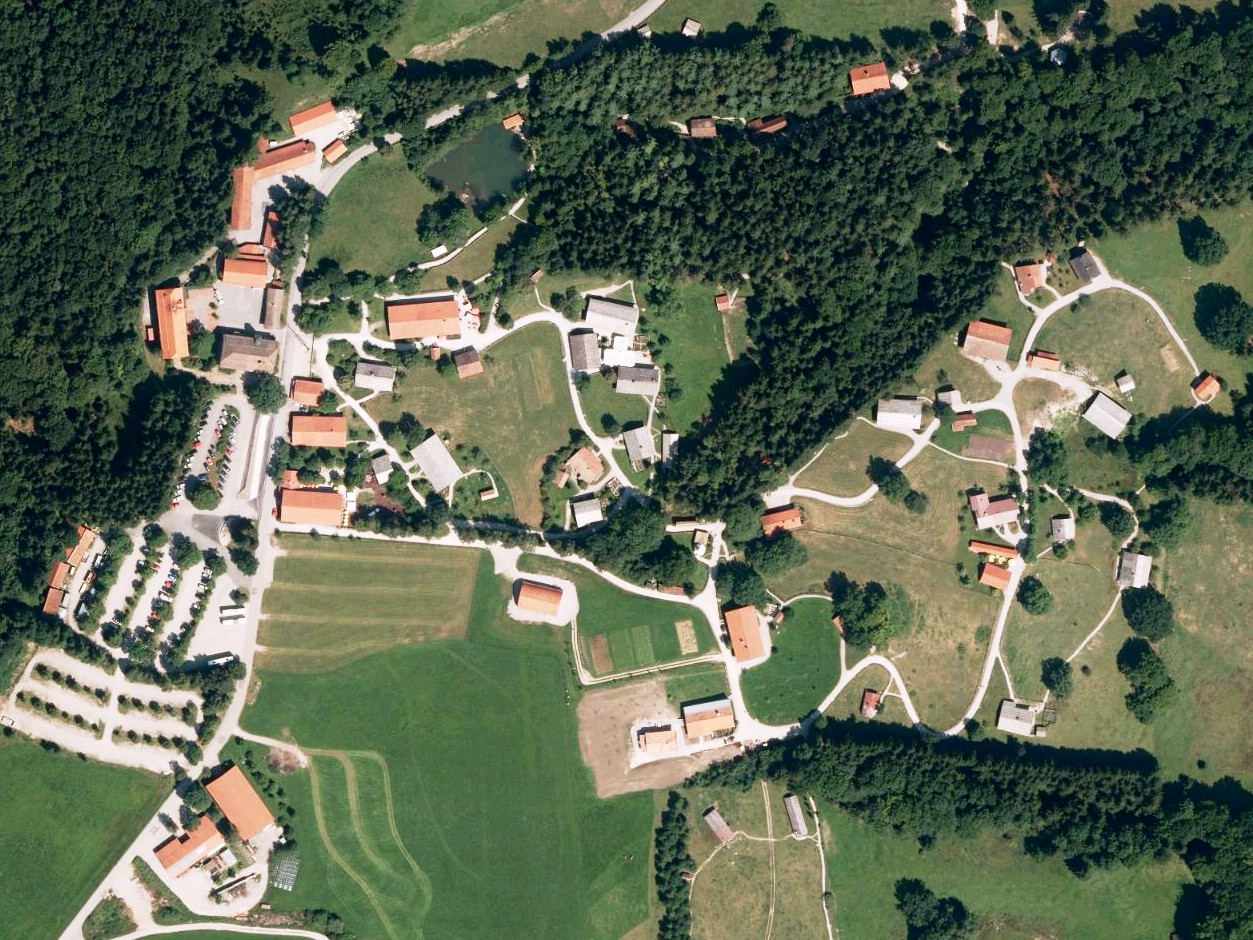
Freilichtmuseum Glentleiten, Großweil

- Gablingen → Liste der Museen im Landkreis Augsburg
- Gaimersheim → Liste der Museen im Landkreis Eichstätt
- Garmisch-Partenkirchen → Liste der Museen im Landkreis Garmisch-Partenkirchen
- Geiersthal → Liste der Museen im Landkreis Regen
- Geiselhöring → Liste der Museen im Landkreis Straubing-Bogen
- Geiselwind → Liste der Museen im Landkreis Kitzingen
- Geisenfeld → Liste der Museen im Landkreis Pfaffenhofen an der Ilm
- Geldersheim → Liste der Museen im Landkreis Schweinfurt
- Gemünden am Main → Liste der Museen im Landkreis Main-Spessart
- Geretsried → Liste der Museen im Landkreis Bad Tölz-Wolfratshausen
- Germering → Liste der Museen im Landkreis Fürstenfeldbruck
- Gerolzhofen → Liste der Museen im Landkreis Schweinfurt
- Gersthofen → Liste der Museen im Landkreis Augsburg
- Gessertshausen → Liste der Museen im Landkreis Augsburg
- Gestratz → Liste der Museen im Landkreis Lindau (Bodensee)
- Gilching → Liste der Museen im Landkreis Starnberg
- Glattbach → Liste der Museen im Landkreis Aschaffenburg
- Glonn → Liste der Museen im Landkreis Ebersberg
- Gnotzheim → Liste der Museen im Landkreis Weißenburg-Gunzenhausen
- Gochsheim → Liste der Museen im Landkreis Schweinfurt
- Grafenrheinfeld → Liste der Museen im Landkreis Schweinfurt
- Grafing bei München → Liste der Museen im Landkreis Ebersberg
- Gröbenzell → Liste der Museen im Landkreis Fürstenfeldbruck
- Großeibstadt → Liste der Museen im Landkreis Rhön-Grabfeld
- Großostheim → Liste der Museen im Landkreis Aschaffenburg
- Großweil → Liste der Museen im Landkreis Garmisch-Partenkirchen
- Grünwald → Liste der Museen im Landkreis München
- Gundelfingen an der Donau → Liste der Museen im Landkreis Dillingen an der Donau
- Gundremmingen → Liste der Museen im Landkreis Günzburg
- Günzburg → Liste der Museen im Landkreis Günzburg
- Gunzenhausen → Liste der Museen im Landkreis Weißenburg-Gunzenhausen

## H

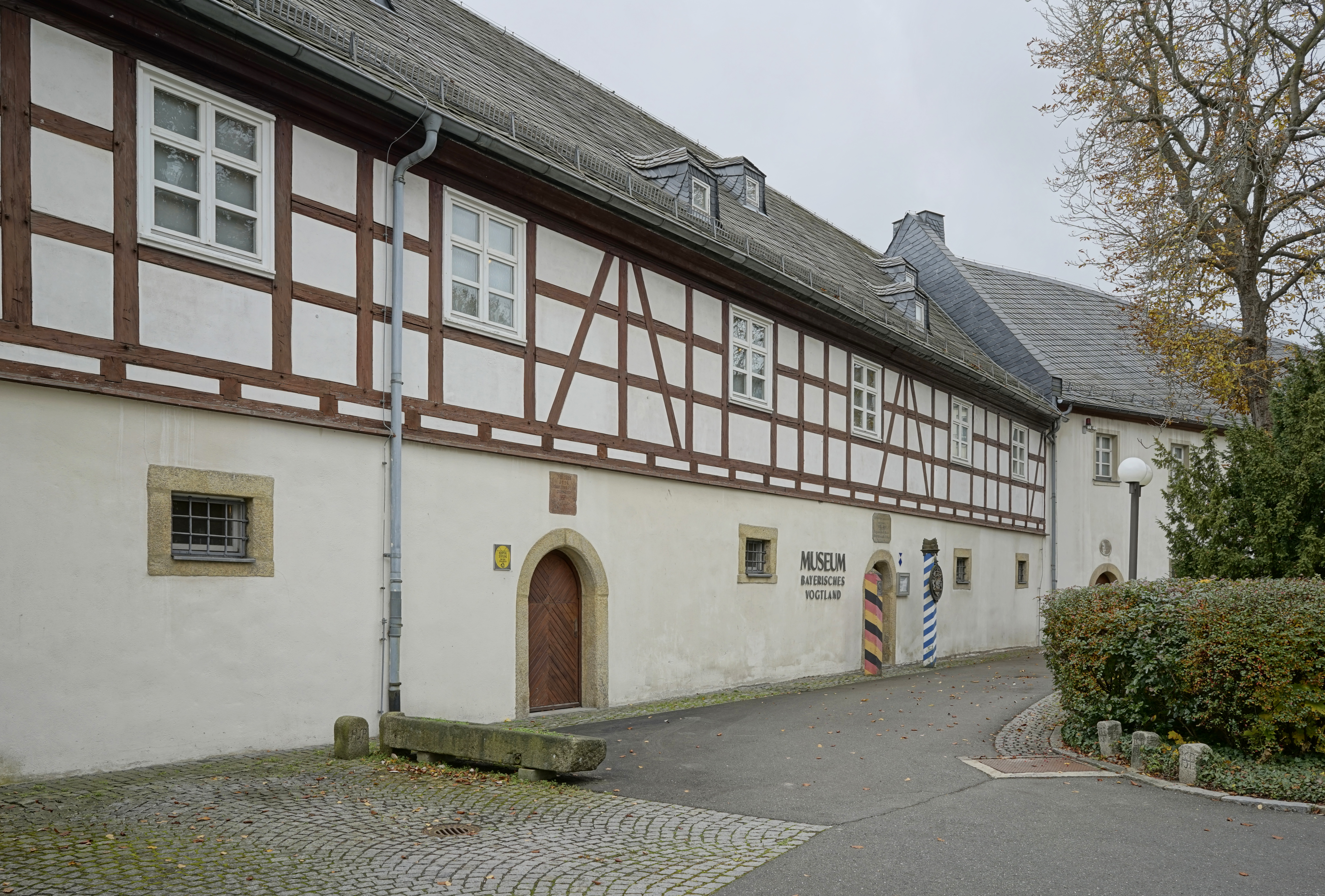
Museum Bayerisches Vogtland, Hof (Saale)

- Haag in Oberbayern → Liste der Museen im Landkreis Mühldorf am Inn
- Haar → Liste der Museen im Landkreis München
- Haimhausen → Liste der Museen im Landkreis Dachau
- Harburg (Schwaben) → Liste der Museen im Landkreis Donau-Ries
- Hasloch → Liste der Museen im Landkreis Main-Spessart
- Hebertsfelden → Liste der Museen im Landkreis Rottal-Inn
- Heidenheim → Liste der Museen im Landkreis Weißenburg-Gunzenhausen
- Helmbrechts → Liste der Museen im Landkreis Hof
- Hendungen → Liste der Museen im Landkreis Rhön-Grabfeld
- Hergensweiler → Liste der Museen im Landkreis Lindau (Bodensee)
- Heroldsberg → Liste der Museen im Landkreis Erlangen-Höchstadt
- Hersbruck → Liste der Museen im Landkreis Nürnberger Land
- Herzogenaurach → Liste der Museen im Landkreis Erlangen-Höchstadt
- Hitzhofen → Liste der Museen im Landkreis Eichstätt
- Höchberg → Liste der Museen im Landkreis Würzburg
- Höchstadt an der Aisch → Liste der Museen im Landkreis Erlangen-Höchstadt
- Höchstädt an der Donau → Liste der Museen im Landkreis Dillingen an der Donau
- Hof → Liste der Museen in Hof (Saale)
- Holzheim → Liste der Museen im Landkreis Donau-Ries
- Hörgertshausen → Liste der Museen im Landkreis Freising
- Hurlach → Liste der Museen im Landkreis Landsberg am Lech

## I

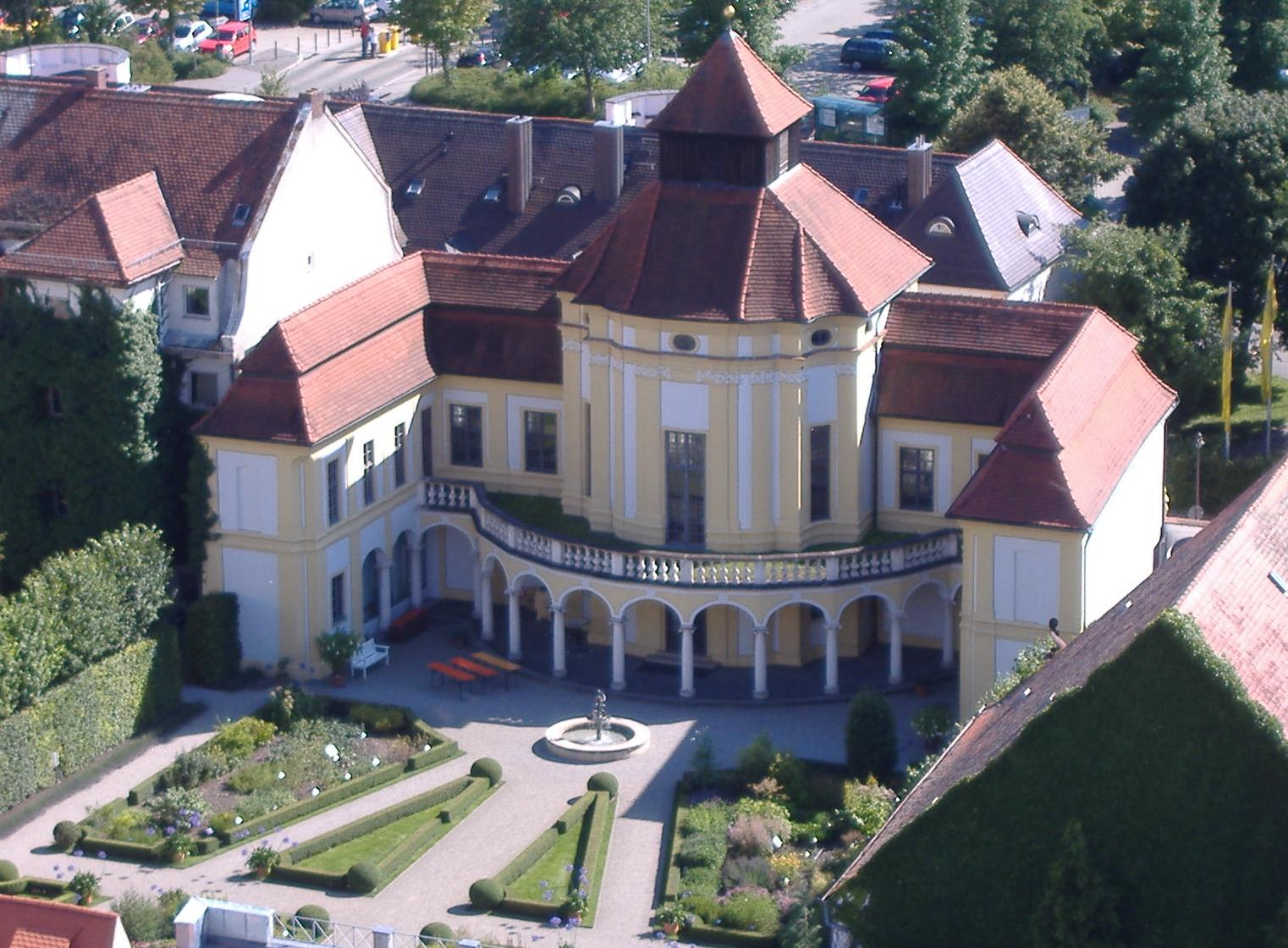
Deutsches Medizinhistorisches Museum, Ingolstadt

- Ichenhausen → Liste der Museen im Landkreis Günzburg
- Illertissen → Liste der Museen im Landkreis Neu-Ulm
- Immenstadt im Allgäu → Liste der Museen im Landkreis Oberallgäu
- Inchenhofen → Liste der Museen im Landkreis Aichach-Friedberg
- Ingolstadt → Liste der Museen in Ingolstadt
- Iphofen → Liste der Museen im Landkreis Kitzingen
- Isen → Liste der Museen im Landkreis Erding
- Ismaning → Liste der Museen im Landkreis München

## K

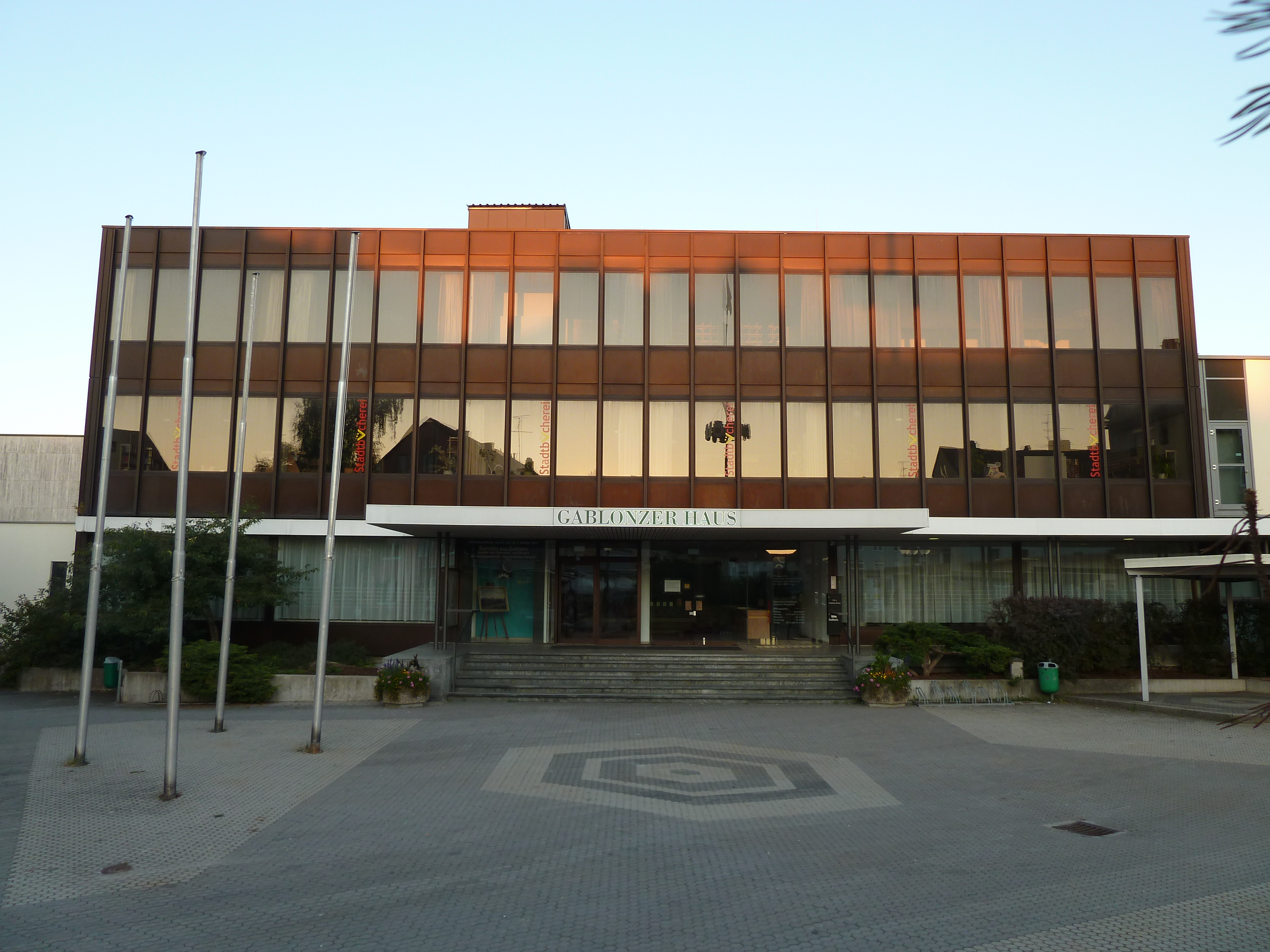
Isergebirgs Museum Neugablonz, Kaufbeuren

- Kaisheim → Liste der Museen im Landkreis Donau-Ries
- Karlsfeld → Liste der Museen im Landkreis Dachau
- Karlshuld → Liste der Museen im Landkreis Neuburg-Schrobenhausen
- Karlstadt → Liste der Museen im Landkreis Main-Spessart
- Karlstein am Main → Liste der Museen im Landkreis Aschaffenburg
- Kaufbeuren → Liste der Museen in Kaufbeuren
- Kelheim → Liste der Museen im Landkreis Kelheim
- Kellmünz an der Iller → Liste der Museen im Landkreis Neu-Ulm
- Kemnath → Liste der Museen im Landkreis Tirschenreuth
- Kempten (Allgäu) → Liste der Museen in Kempten (Allgäu)
- Kiefersfelden → Liste der Museen im Landkreis Rosenheim
- Kinding → Liste der Museen im Landkreis Eichstätt
- Kipfenberg → Liste der Museen im Landkreis Eichstätt
- Kirchberg → Liste der Museen im Landkreis Erding
- Kirchheim bei München → Liste der Museen im Landkreis München
- Kirchheim in Schwaben → Liste der Museen im Landkreis Unterallgäu
- Kirchseeon → Liste der Museen im Landkreis Ebersberg
- Kitzingen → Liste der Museen im Landkreis Kitzingen
- Kleinlangheim → Liste der Museen im Landkreis Kitzingen
- Kochel am See → Liste der Museen im Landkreis Bad Tölz-Wolfratshausen
- Köditz → Liste der Museen im Landkreis Hof
- Kolbermoor → Liste der Museen im Landkreis Rosenheim
- Kolitzheim → Liste der Museen im Landkreis Schweinfurt
- Königsbrunn → Liste der Museen im Landkreis Augsburg
- Königsdorf → Liste der Museen im Landkreis Bad Tölz-Wolfratshausen
- Konnersreuth → Liste der Museen im Landkreis Tirschenreuth
- Kösching → Liste der Museen im Landkreis Eichstätt
- Kraiburg am Inn → Liste der Museen im Landkreis Mühldorf am Inn
- Kranzberg → Liste der Museen im Landkreis Freising
- Kronburg → Liste der Museen im Landkreis Unterallgäu
- Krumbach (Schwaben) → Liste der Museen im Landkreis Günzburg

## L

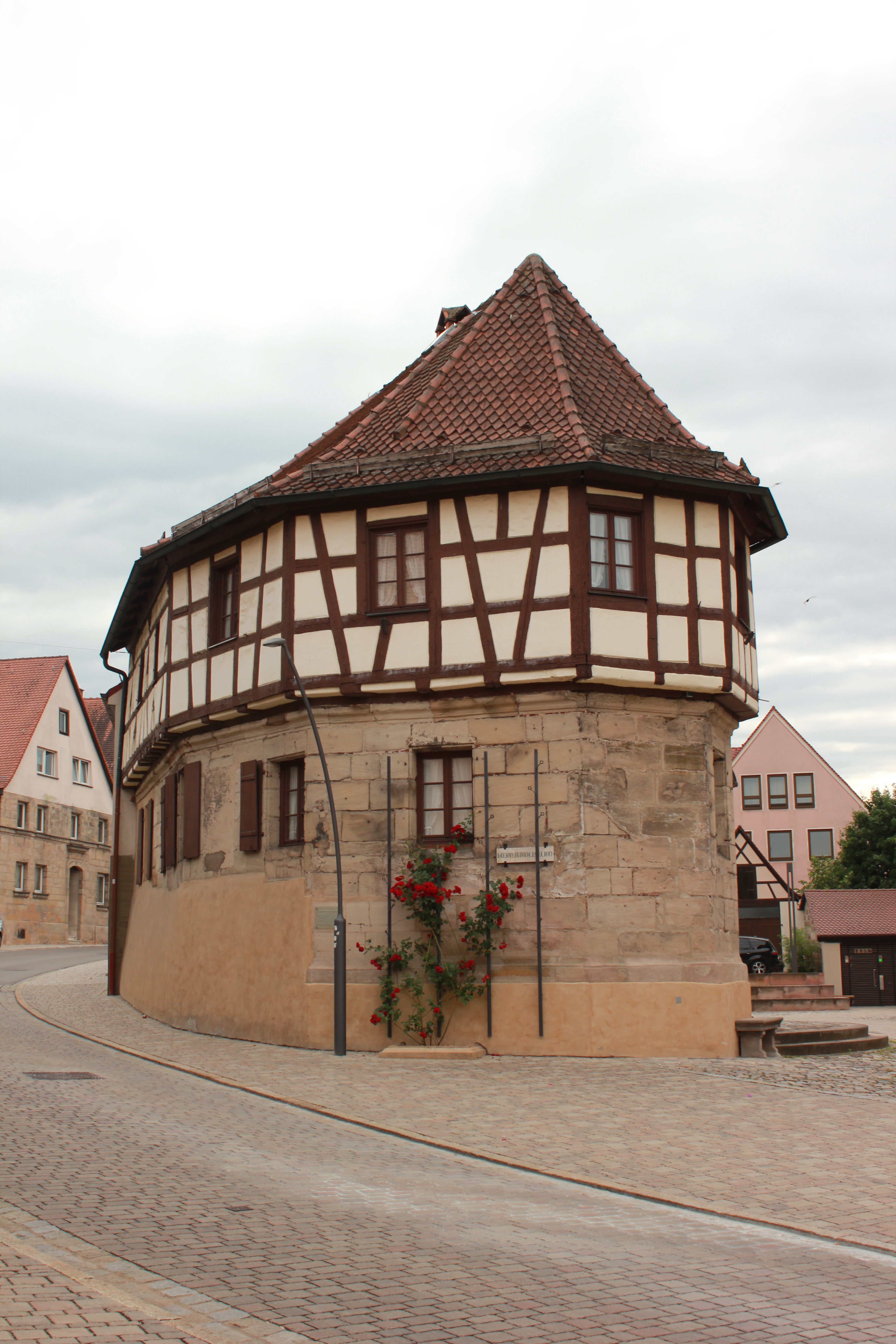
Heimatmuseum Langenzenn

- Landau an der Isar → Liste der Museen im Landkreis Dingolfing-Landau
- Landsberg am Lech → Liste der Museen im Landkreis Landsberg am Lech
- Landshut → Liste der Museen in Landshut
- Langenzenn → Liste der Museen im Landkreis Fürth
- Langweid am Lech → Liste der Museen im Landkreis Augsburg
- Lauf an der Pegnitz → Liste der Museen im Landkreis Nürnberger Land
- Laufen → Liste der Museen im Landkreis Berchtesgadener Land
- Lauingen (Donau) → Liste der Museen im Landkreis Dillingen an der Donau
- Legau → Liste der Museen im Landkreis Unterallgäu
- Leipheim → Liste der Museen im Landkreis Günzburg
- Lenggries → Liste der Museen im Landkreis Bad Tölz-Wolfratshausen
- Lichtenfels → Liste der Museen im Landkreis Lichtenfels
- Lindau (Bodensee) → Liste der Museen im Landkreis Lindau (Bodensee)
- Lindberg → Liste der Museen im Landkreis Regen
- Lindenberg im Allgäu → Liste der Museen im Landkreis Lindau (Bodensee)
- Lohr am Main → Liste der Museen im Landkreis Main-Spessart

## M

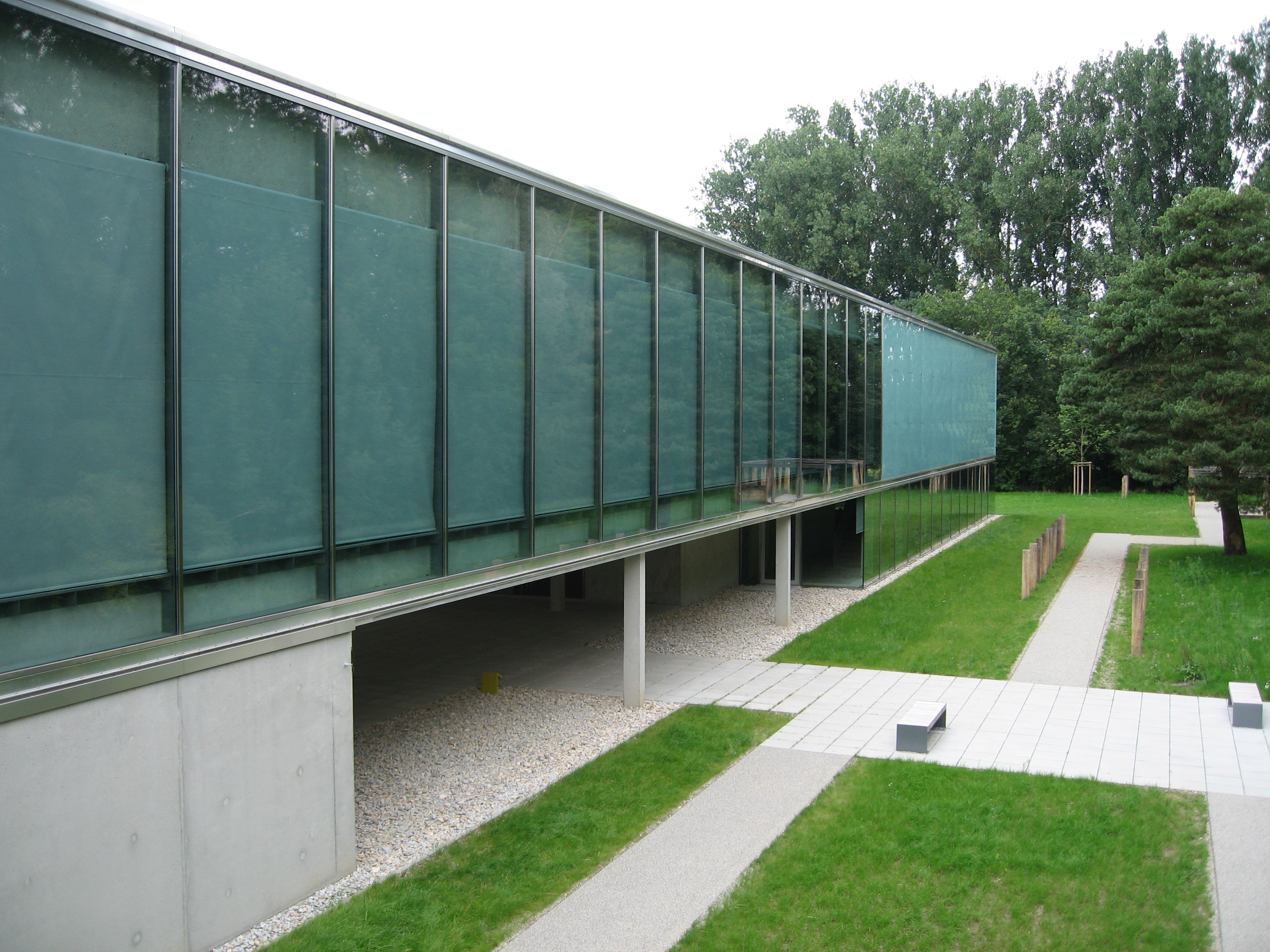
Kelten-Römer-Museum, Manching

- Mähring → Liste der Museen im Landkreis Tirschenreuth
- Maihingen → Liste der Museen im Landkreis Donau-Ries
- Mainbernheim → Liste der Museen im Landkreis Kitzingen
- Mainburg → Liste der Museen im Landkreis Kelheim
- Mallersdorf-Pfaffenberg → Liste der Museen im Landkreis Straubing-Bogen
- Manching → Liste der Museen im Landkreis Pfaffenhofen an der Ilm
- Markt Indersdorf → Liste der Museen im Landkreis Dachau
- Markt Schwaben → Liste der Museen im Landkreis Ebersberg
- Marktbreit → Liste der Museen im Landkreis Kitzingen
- Marktsteft → Liste der Museen im Landkreis Kitzingen
- Massing → Liste der Museen im Landkreis Rottal-Inn
- Memmingen → Liste der Museen in Memmingen
- Memmingerberg → Liste der Museen im Landkreis Unterallgäu

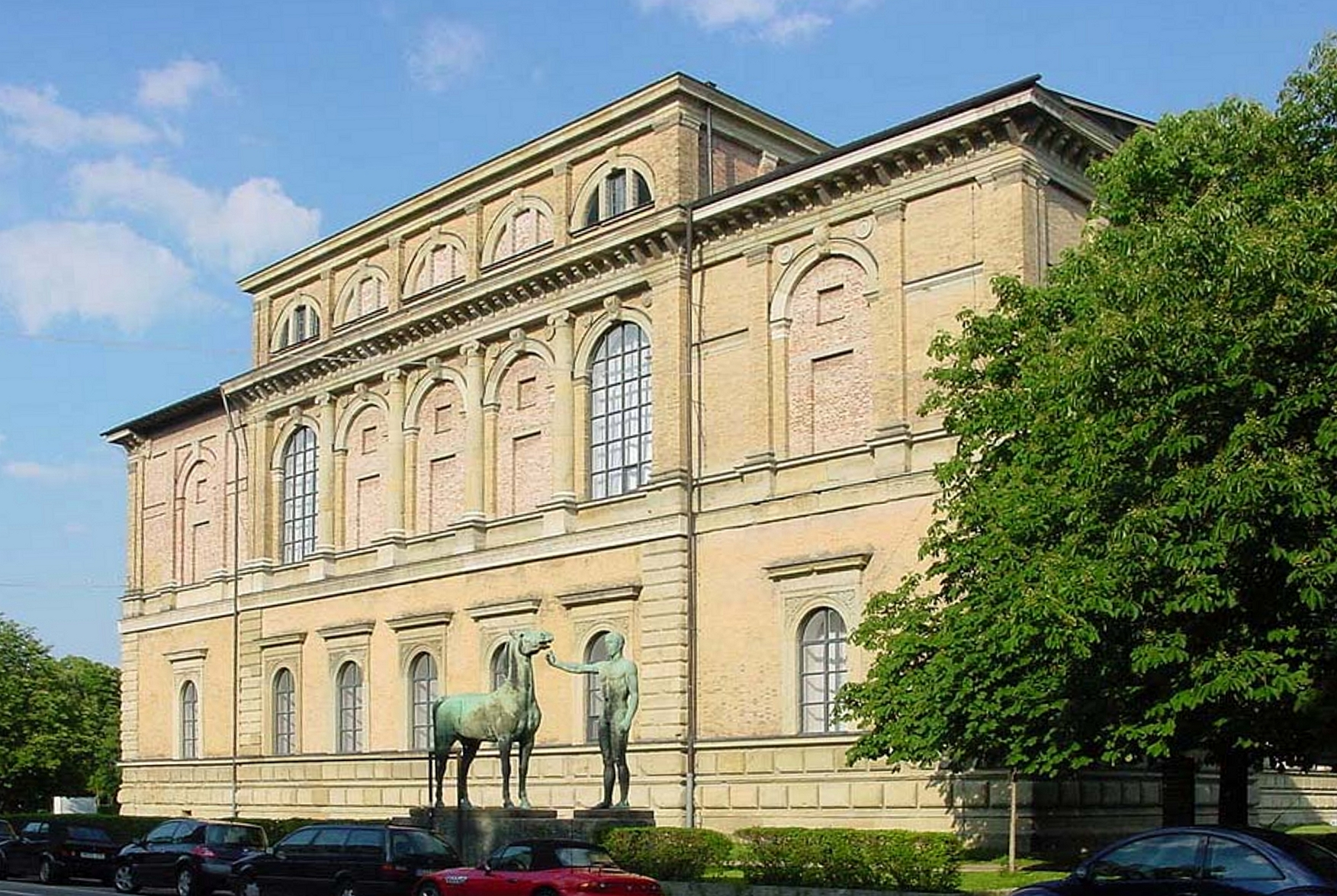
Alte Pinakothek, München

- Mering → Liste der Museen im Landkreis Aichach-Friedberg
- Mertingen → Liste der Museen im Landkreis Donau-Ries
- Michelau in Oberfranken → Liste der Museen im Landkreis Lichtenfels
- Mindelheim → Liste der Museen im Landkreis Unterallgäu
- Missen-Wilhams → Liste der Museen im Landkreis Oberallgäu
- Mittenwald → Liste der Museen im Landkreis Garmisch-Partenkirchen
- Mitterfels → Liste der Museen im Landkreis Straubing-Bogen
- Mitterteich → Liste der Museen im Landkreis Tirschenreuth
- Mömbris → Liste der Museen im Landkreis Aschaffenburg
- Moosburg an der Isar → Liste der Museen im Landkreis Freising
- Moosthenning → Liste der Museen im Landkreis Dingolfing-Landau
- Mühldorf am Inn → Liste der Museen im Landkreis Mühldorf am Inn
- Mühlhausen → Liste der Museen im Landkreis Neumarkt in der Oberpfalz
- München → Liste der Museen in München
- Murnau am Staffelsee → Liste der Museen im Landkreis Garmisch-Partenkirchen

## N

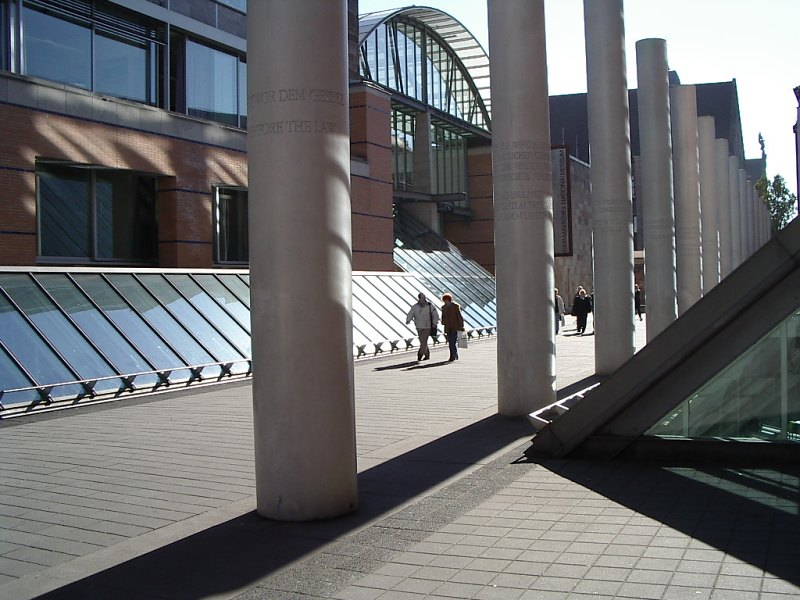
Das Germanische Nationalmuseum in Nürnberg, größtes kulturgeschichtliches Museum des deutschsprachigen Raums

- Nabburg → Liste der Museen im Landkreis Schwandorf
- Naila → Liste der Museen im Landkreis Hof
- Nassenfels → Liste der Museen im Landkreis Eichstätt
- Nersingen → Liste der Museen im Landkreis Neu-Ulm
- Neu-Ulm → Liste der Museen im Landkreis Neu-Ulm
- Neubeuern → Liste der Museen im Landkreis Rosenheim
- Neubiberg → Liste der Museen im Landkreis München
- Neuburg an der Donau → Liste der Museen im Landkreis Neuburg-Schrobenhausen
- Neuburg an der Kammel → Liste der Museen im Landkreis Günzburg
- Neuendorf → Liste der Museen im Landkreis Main-Spessart
- Neukirchen-Balbini → Liste der Museen im Landkreis Schwandorf
- Neumarkt in der Oberpfalz → Liste der Museen im Landkreis Neumarkt in der Oberpfalz
- Neumarkt-Sankt Veit → Liste der Museen im Landkreis Mühldorf am Inn
- Neunburg vorm Wald → Liste der Museen im Landkreis Schwandorf
- Neunkirchen am Sand → Liste der Museen im Landkreis Nürnberger Land
- Neustadt an der Donau → Liste der Museen im Landkreis Kelheim
- Nittenau → Liste der Museen im Landkreis Schwandorf
- Nonnenhorn → Liste der Museen im Landkreis Lindau (Bodensee)
- Nördlingen → Liste der Museen im Landkreis Donau-Ries
- Nürnberg → Liste der Museen in Nürnberg

## O

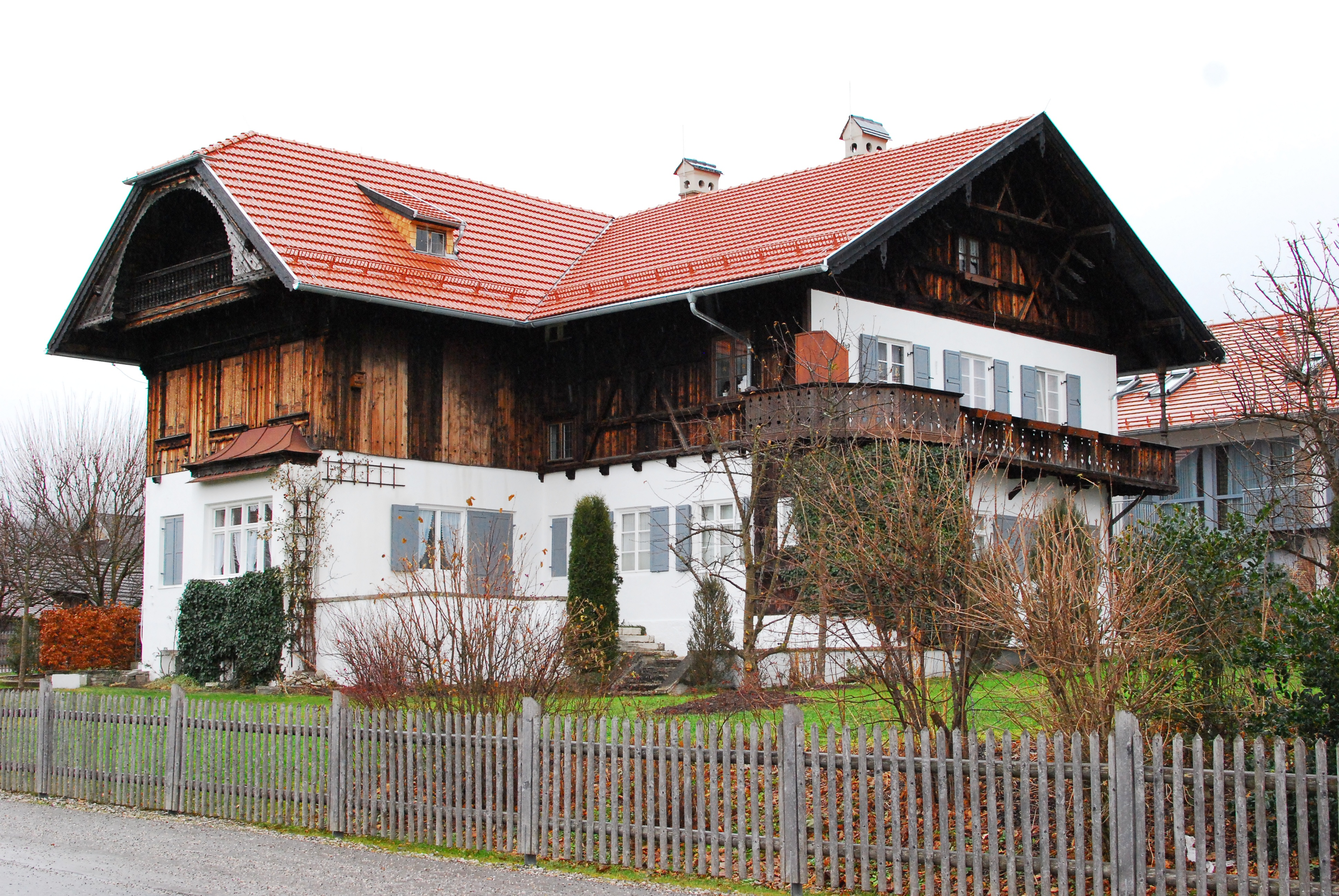
Kaulbach-Villa in Ohlstadt

- Oberammergau → Liste der Museen im Landkreis Garmisch-Partenkirchen
- Oberaudorf → Liste der Museen im Landkreis Rosenheim
- Oberelsbach → Liste der Museen im Landkreis Rhön-Grabfeld
- Oberreute → Liste der Museen im Landkreis Lindau (Bodensee)
- Oberschleißheim → Liste der Museen im Landkreis München
- Oberschwarzach → Liste der Museen im Landkreis Schweinfurt
- Oberstaufen → Liste der Museen im Landkreis Oberallgäu
- Oberstdorf → Liste der Museen im Landkreis Oberallgäu
- Oberviechtach → Liste der Museen im Landkreis Schwandorf
- Ochsenfurt → Liste der Museen im Landkreis Würzburg
- Oettingen in Bayern → Liste der Museen im Landkreis Donau-Ries
- Ohlstadt → Liste der Museen im Landkreis Garmisch-Partenkirchen
- Ostheim vor der Rhön → Liste der Museen im Landkreis Rhön-Grabfeld
- Ottensoos → Liste der Museen im Landkreis Nürnberger Land
- Ottobeuren → Liste der Museen im Landkreis Unterallgäu
- Ottobrunn → Liste der Museen im Landkreis München
- Oy-Mittelberg → Liste der Museen im Landkreis Oberallgäu

## P

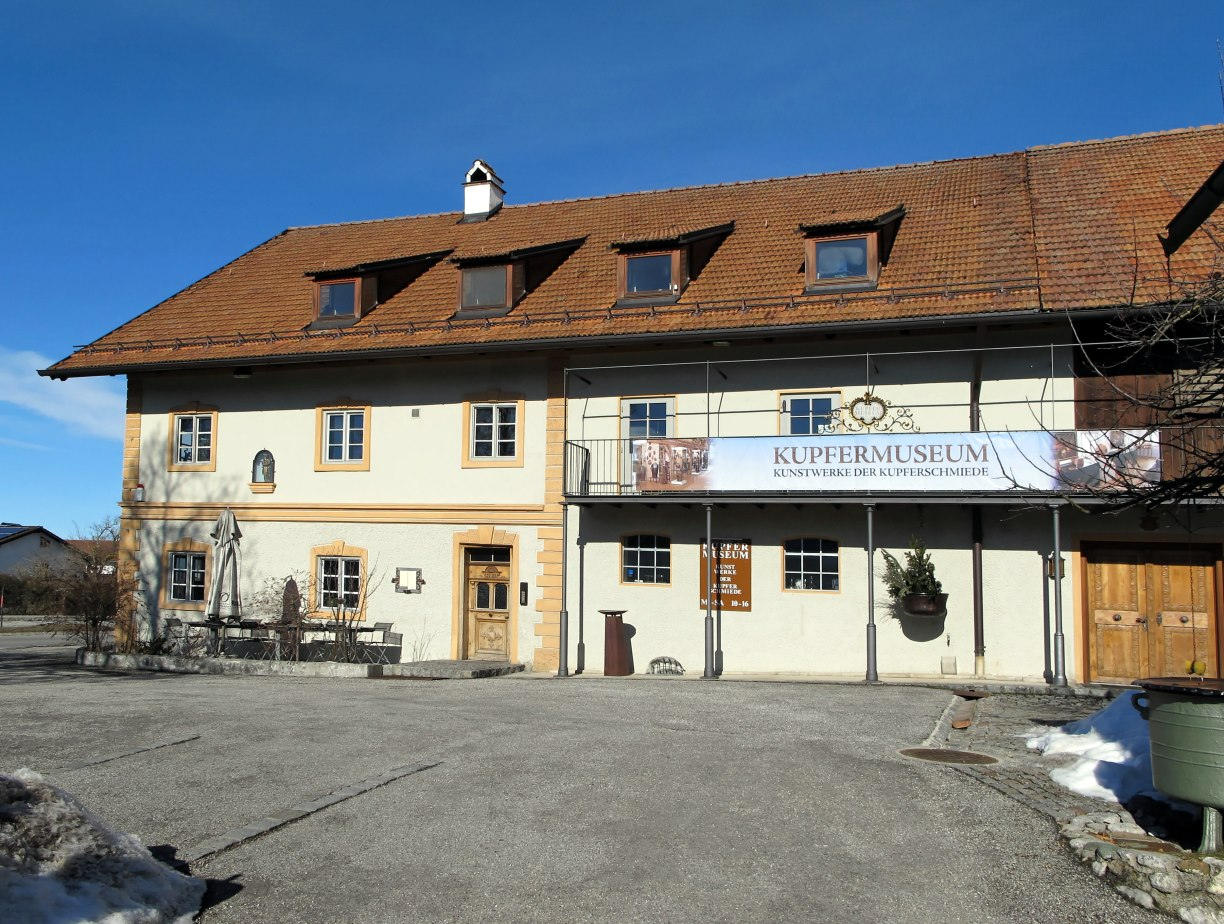
Kupfermuseum, Pähl

- Pähl → Liste der Museen im Landkreis Weilheim-Schongau
- Pappenheim → Liste der Museen im Landkreis Weißenburg-Gunzenhausen
- Parsberg → Liste der Museen im Landkreis Neumarkt in der Oberpfalz
- Partenstein → Liste der Museen im Landkreis Main-Spessart
- Passau → Liste der Museen in Passau
- Peißenberg → Liste der Museen im Landkreis Weilheim-Schongau
- Peiting → Liste der Museen im Landkreis Weilheim-Schongau
- Penzberg → Liste der Museen im Landkreis Weilheim-Schongau
- Pfaffenhofen an der Ilm → Liste der Museen im Landkreis Pfaffenhofen an der Ilm
- Pfaffenhofen an der Roth → Liste der Museen im Landkreis Neu-Ulm
- Pfarrkirchen → Liste der Museen im Landkreis Rottal-Inn
- Pförring → Liste der Museen im Landkreis Eichstätt
- Planegg → Liste der Museen im Landkreis München
- Pleinfeld → Liste der Museen im Landkreis Weißenburg-Gunzenhausen
- Plößberg → Liste der Museen im Landkreis Tirschenreuth
- Pöcking → Liste der Museen im Landkreis Starnberg
- Polling → Liste der Museen im Landkreis Weilheim-Schongau
- Pommelsbrunn → Liste der Museen im Landkreis Nürnberger Land
- Postbauer-Heng → Liste der Museen im Landkreis Neumarkt in der Oberpfalz
- Prichsenstadt → Liste der Museen im Landkreis Kitzingen
- Prien am Chiemsee → Liste der Museen im Landkreis Rosenheim
- Prittriching → Liste der Museen im Landkreis Landsberg am Lech

## R

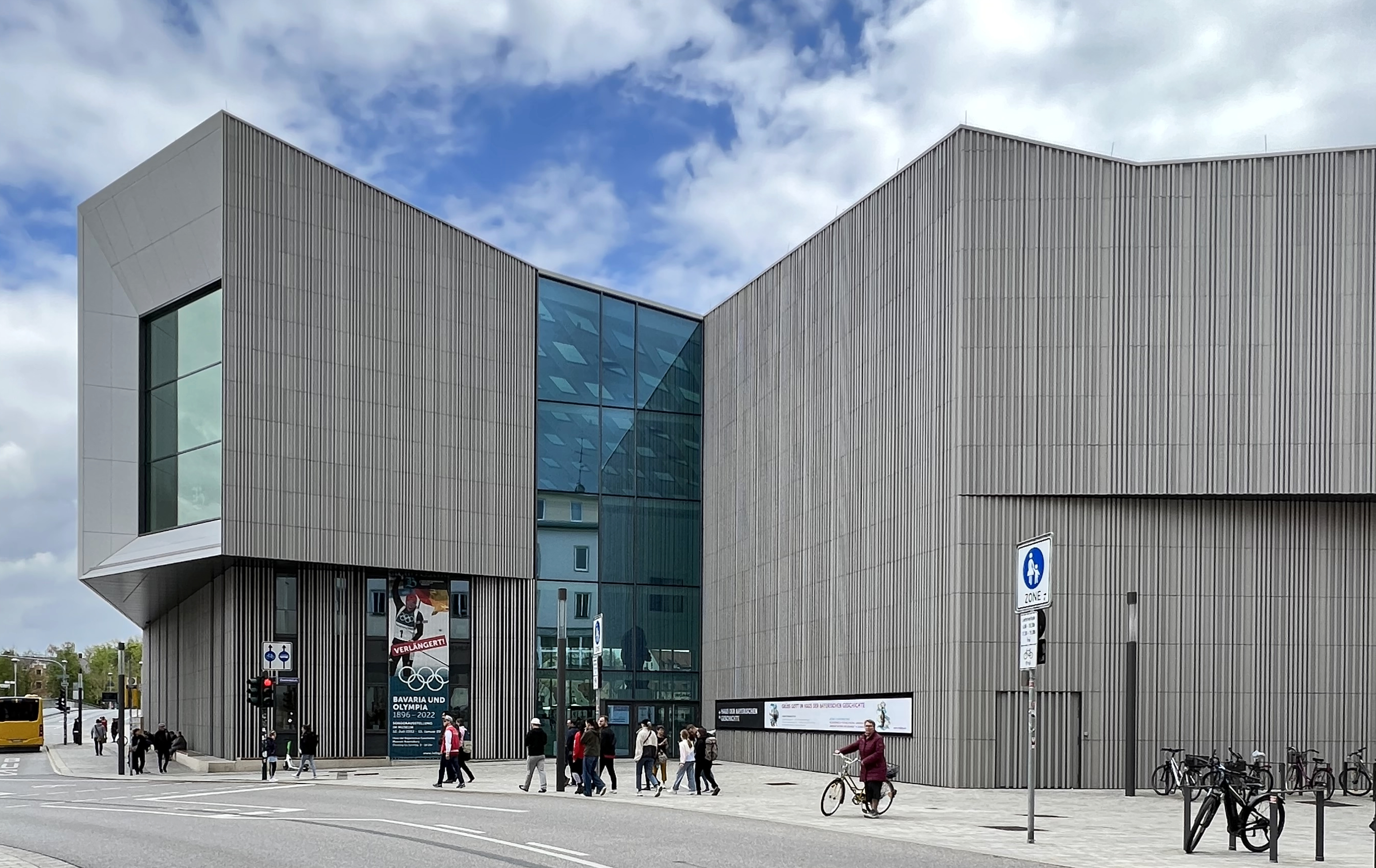
Haus der Bayerischen Geschichte: Museum, Regensburg

- Rain → Liste der Museen im Landkreis Donau-Ries
- Raisting → Liste der Museen im Landkreis Weilheim-Schongau
- Randersacker → Liste der Museen im Landkreis Würzburg
- Rattenberg → Liste der Museen im Landkreis Straubing-Bogen
- Raubling → Liste der Museen im Landkreis Rosenheim
- Regen → Liste der Museen im Landkreis Regen
- Regensburg → Liste der Museen in Regensburg
- Regnitzlosau → Liste der Museen im Landkreis Hof
- Rehau → Liste der Museen im Landkreis Hof
- Reichenschwand → Liste der Museen im Landkreis Nürnberger Land
- Riedenburg → Liste der Museen im Landkreis Kelheim
- Rieneck → Liste der Museen im Landkreis Main-Spessart

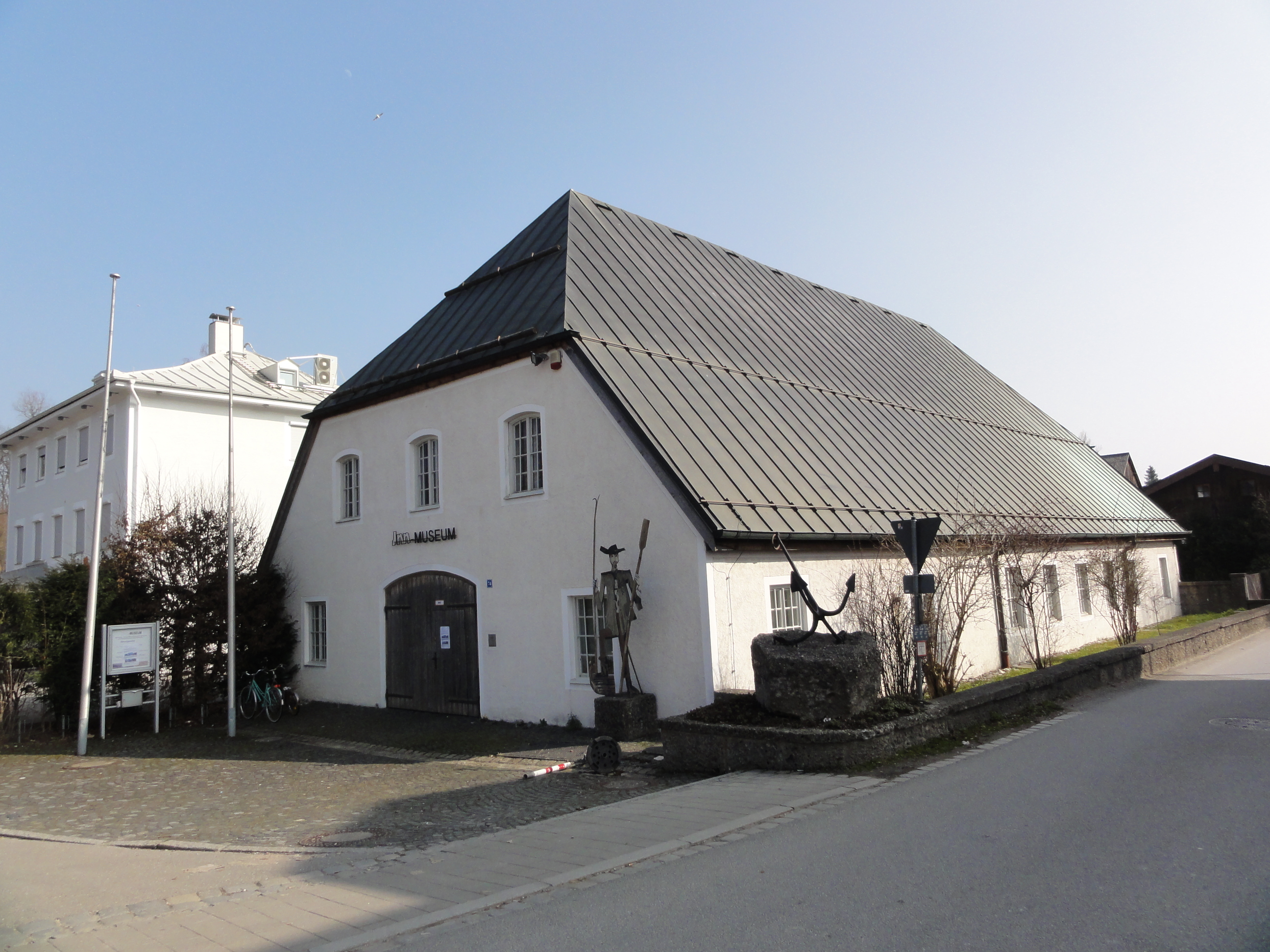
Inn-Museum, Rosenheim

- Rimbach → Liste der Museen im Landkreis Rottal-Inn
- Rimpar → Liste der Museen im Landkreis Würzburg
- Rödelsee → Liste der Museen im Landkreis Kitzingen
- Roggenburg → Liste der Museen im Landkreis Neu-Ulm
- Rohrdorf → Liste der Museen im Landkreis Rosenheim
- Rosenheim → Liste der Museen in Rosenheim
- Roßtal → Liste der Museen im Landkreis Fürth
- Röthenbach (Allgäu) → Liste der Museen im Landkreis Lindau (Bodensee)
- Röthenbach an der Pegnitz → Liste der Museen im Landkreis Nürnberger Land
- Rott → Liste der Museen im Landkreis Landsberg am Lech
- Röttingen → Liste der Museen im Landkreis Würzburg
- Rückersdorf → Liste der Museen im Landkreis Nürnberger Land

## S

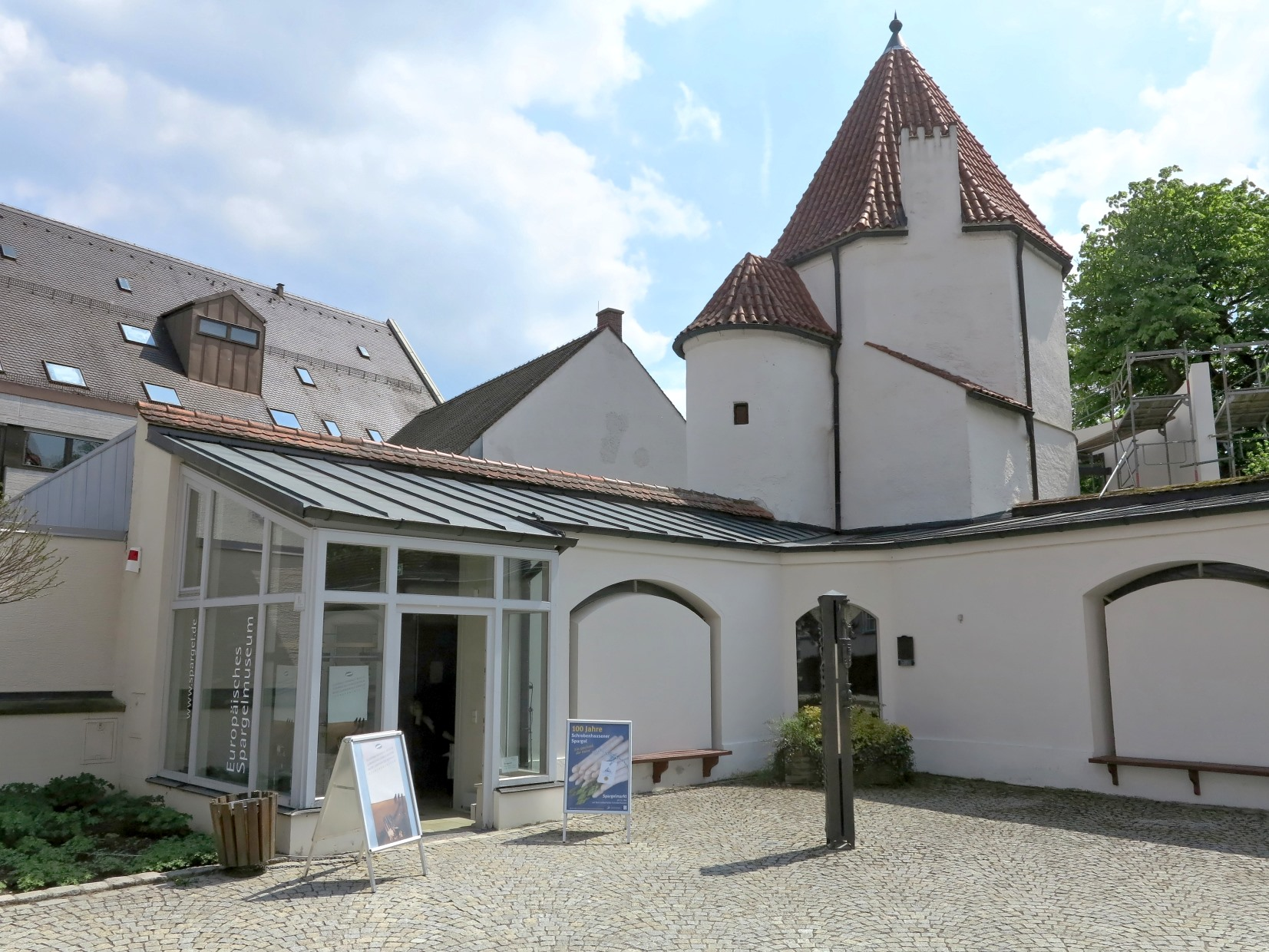
Europäisches Spargelmuseum, Schrobenhausen

- Sauerlach → Liste der Museen im Landkreis München
- Schäftlarn → Liste der Museen im Landkreis München
- Schauenstein → Liste der Museen im Landkreis Hof
- Scheidegg → Liste der Museen im Landkreis Lindau (Bodensee)
- Schernfeld → Liste der Museen im Landkreis Eichstätt
- Schnaittach → Liste der Museen im Landkreis Nürnberger Land
- Schongau → Liste der Museen im Landkreis Weilheim-Schongau
- Schöngeising → Liste der Museen im Landkreis Fürstenfeldbruck
- Schonungen → Liste der Museen im Landkreis Schweinfurt
- Schrobenhausen → Liste der Museen im Landkreis Neuburg-Schrobenhausen
- Schwabach → Liste der Museen in Schwabach
- Schwabmünchen → Liste der Museen im Landkreis Augsburg
- Schwabsoien → Liste der Museen im Landkreis Weilheim-Schongau
- Schwandorf → Liste der Museen im Landkreis Schwandorf
- Schwanfeld → Liste der Museen im Landkreis Schweinfurt
- Schwarzach am Main-Münsterschwarzach → Liste der Museen im Landkreis Kitzingen
- Schwarzenbach an der Saale → Liste der Museen im Landkreis Hof
- Schwebheim → Liste der Museen im Landkreis Schweinfurt
- Schweinfurt → Liste der Museen in Schweinfurt

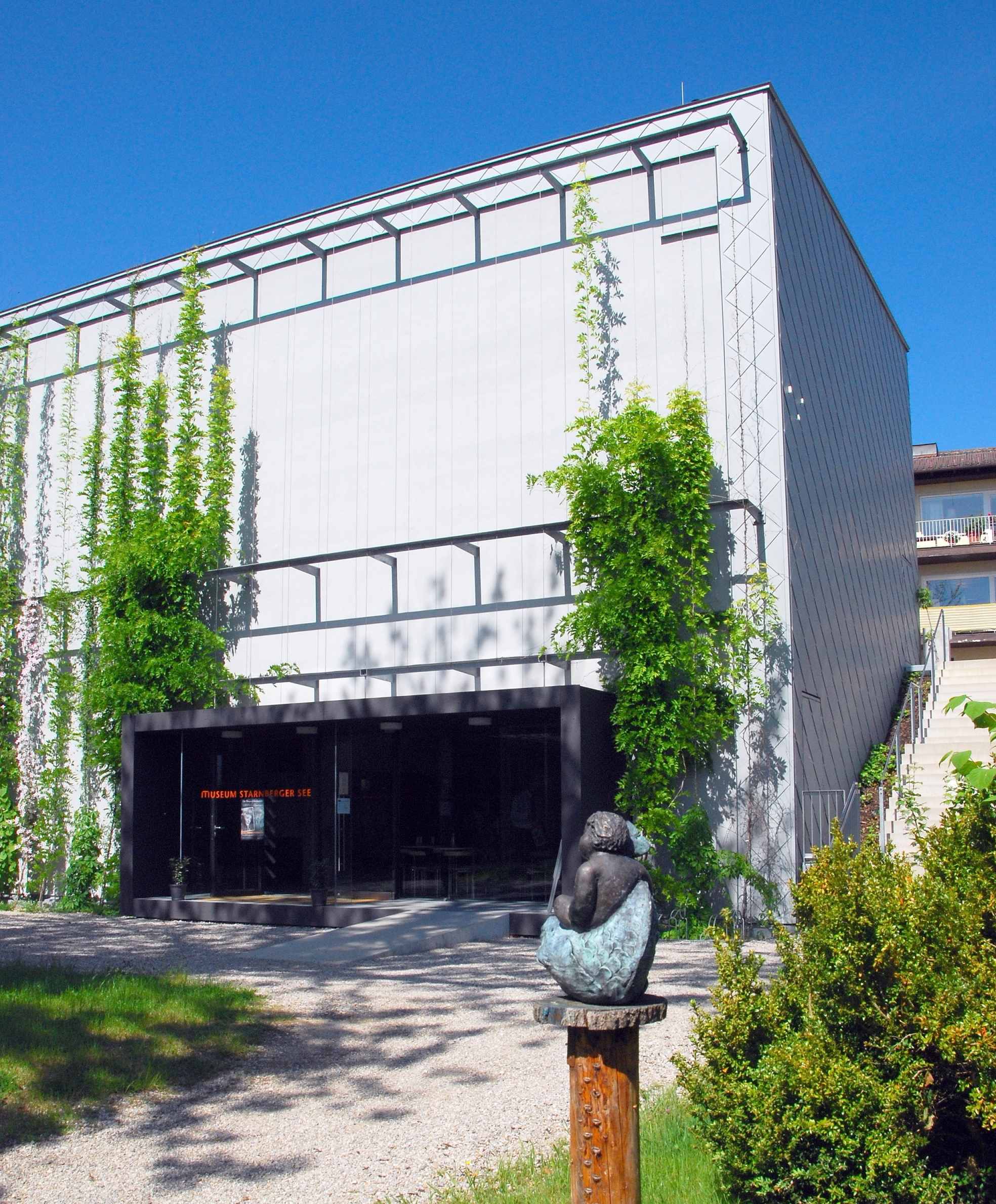
Museum Starnberger See, Starnberg

- Seehausen am Staffelsee → Liste der Museen im Landkreis Garmisch-Partenkirchen
- Segnitz → Liste der Museen im Landkreis Kitzingen
- Seinsheim → Liste der Museen im Landkreis Kitzingen
- Siegenburg → Liste der Museen im Landkreis Kelheim
- Sigmarszell → Liste der Museen im Landkreis Lindau (Bodensee)
- Simbach am Inn → Liste der Museen im Landkreis Rottal-Inn
- Söchtenau → Liste der Museen im Landkreis Rosenheim
- Solnhofen → Liste der Museen im Landkreis Weißenburg-Gunzenhausen
- Sommerach → Liste der Museen im Landkreis Kitzingen
- Sonthofen → Liste der Museen im Landkreis Oberallgäu
- Stadtbergen → Liste der Museen im Landkreis Augsburg
- Stadtlauringen → Liste der Museen im Landkreis Schweinfurt
- Starnberg → Liste der Museen im Landkreis Starnberg
- Stein → Liste der Museen im Landkreis Fürth
- Steinberg am See → Liste der Museen im Landkreis Schwandorf
- Steingaden → Liste der Museen im Landkreis Weilheim-Schongau
- Stockstadt am Main → Liste der Museen im Landkreis Aschaffenburg
- Straubing → Liste der Museen in Straubing
- Sulzheim → Liste der Museen im Landkreis Schweinfurt

## T

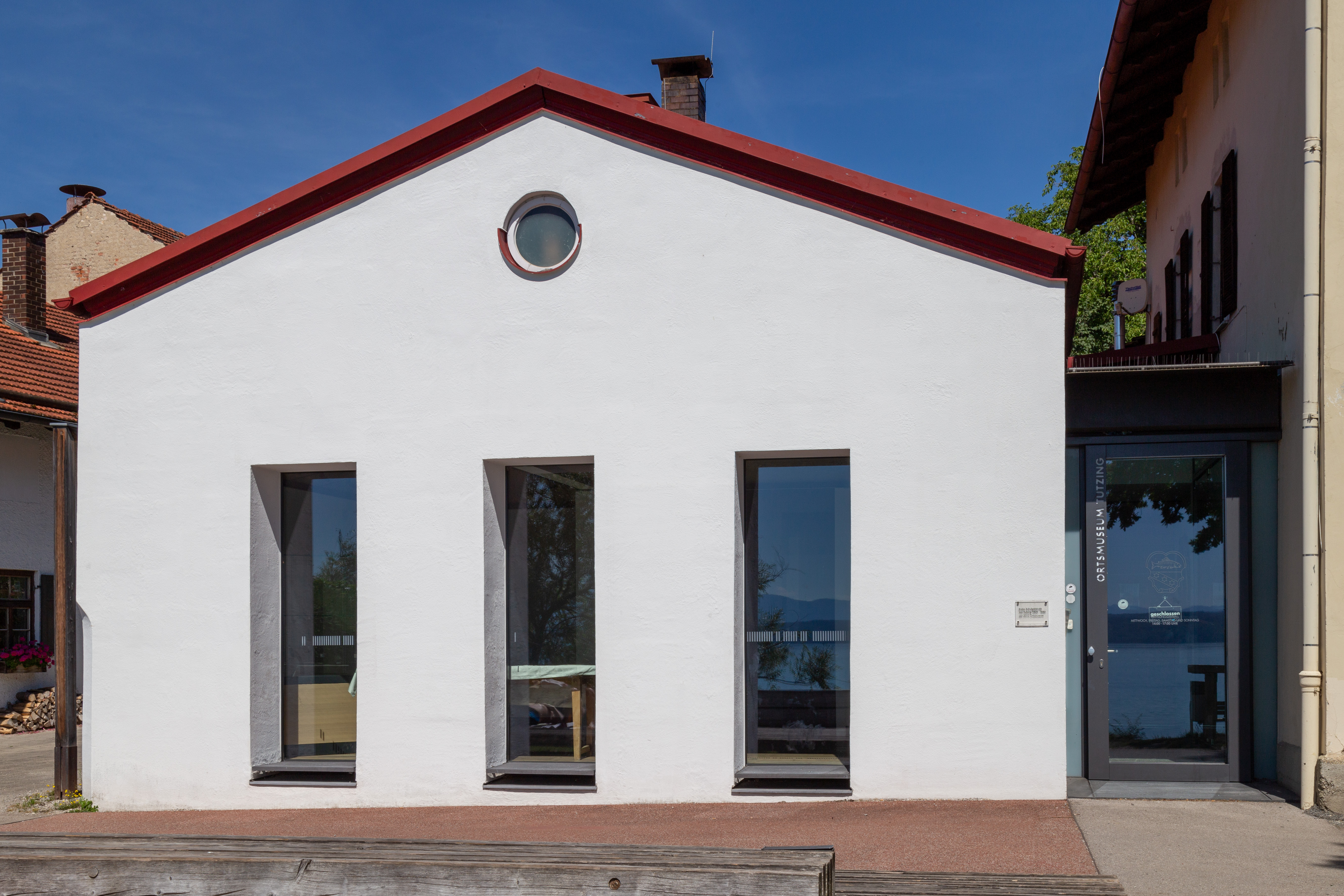
Ortsmuseum Tutzing

- Taufkirchen → Liste der Museen im Landkreis München
- Taufkirchen (Vils) → Liste der Museen im Landkreis Erding
- Teisendorf → Liste der Museen im Landkreis Berchtesgadener Land
- Thannhausen (Schwaben) → Liste der Museen im Landkreis Günzburg
- Thierhaupten → Liste der Museen im Landkreis Augsburg
- Tirschenreuth → Liste der Museen im Landkreis Tirschenreuth
- Todtenweis → Liste der Museen im Landkreis Aichach-Friedberg
- Töpen → Liste der Museen im Landkreis Hof
- Treuchtlingen → Liste der Museen im Landkreis Weißenburg-Gunzenhausen
- Triefenstein → Liste der Museen im Landkreis Main-Spessart
- Türkheim → Liste der Museen im Landkreis Unterallgäu
- Tutzing → Liste der Museen im Landkreis Starnberg

## U

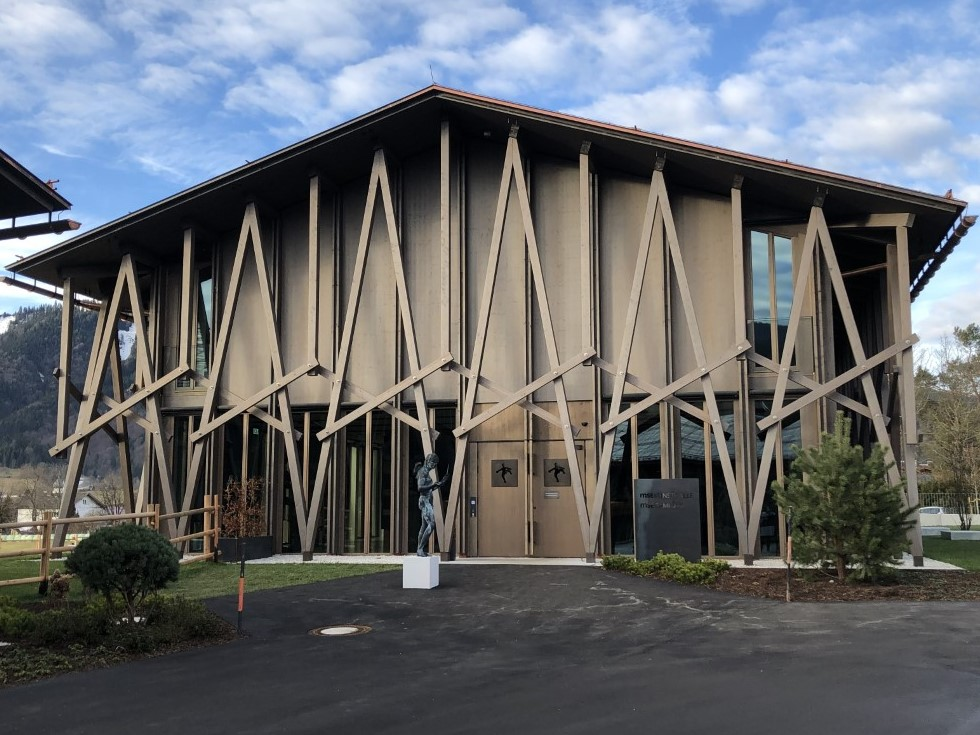
mSE Kunsthalle, Unterammergau

- Uffing am Staffelsee → Liste der Museen im Landkreis Garmisch-Partenkirchen
- Unterammergau → Liste der Museen im Landkreis Garmisch-Partenkirchen
- Unterdießen → Liste der Museen im Landkreis Landsberg am Lech
- Unterföhring → Liste der Museen im Landkreis München
- Unterhaching → Liste der Museen im Landkreis München
- Unterschleißheim → Liste der Museen im Landkreis München
- Ursberg → Liste der Museen im Landkreis Günzburg
- Urspringen → Liste der Museen im Landkreis Main-Spessart
- Utting am Ammersee → Liste der Museen im Landkreis Landsberg am Lech

## V

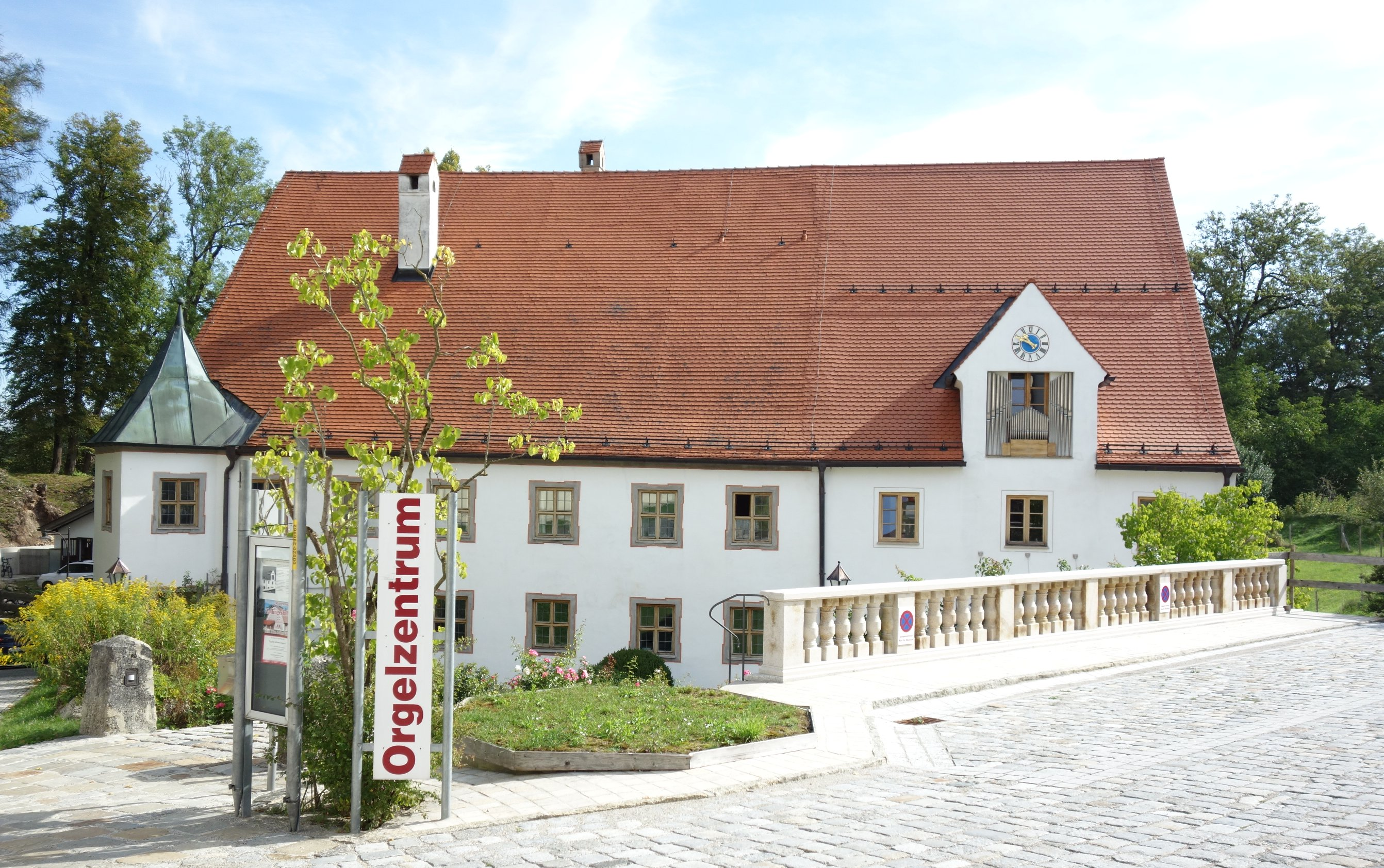
Orgelzentrum Valley

- Veitshöchheim → Liste der Museen im Landkreis Würzburg
- Viechtach → Liste der Museen im Landkreis Regen
- Vohburg an der Donau → Liste der Museen im Landkreis Pfaffenhofen an der Ilm
- Volkach → Liste der Museen im Landkreis Kitzingen

## W

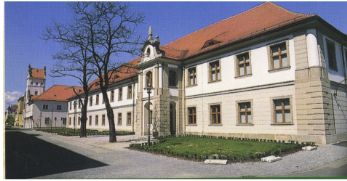
Internationales Keramik-Museum Weiden

- Wackersdorf → Liste der Museen im Landkreis Schwandorf
- Waldaschaff → Liste der Museen im Landkreis Aschaffenburg
- Waldkraiburg → Liste der Museen im Landkreis Mühldorf am Inn
- Waldsassen → Liste der Museen im Landkreis Tirschenreuth
- Wasserburg am Inn → Liste der Museen im Landkreis Rosenheim
- Wasserburg (Bodensee) → Liste der Museen im Landkreis Lindau (Bodensee)
- Wasserlosen → Liste der Museen im Landkreis Schweinfurt
- Weibersbrunn → Liste der Museen im Landkreis Aschaffenburg
- Weichs → Liste der Museen im Landkreis Dachau
- Weiden in der Oberpfalz → Liste der Museen in Weiden in der Oberpfalz
- Weil → Liste der Museen im Landkreis Landsberg am Lech
- Weiler-Simmerberg → Liste der Museen im Landkreis Lindau (Bodensee)
- Weilheim in Oberbayern → Liste der Museen im Landkreis Weilheim-Schongau
- Weisendorf → Liste der Museen im Landkreis Erlangen-Höchstadt
- Weismain → Liste der Museen im Landkreis Lichtenfels
- Weißenburg in Bayern → Liste der Museen im Landkreis Weißenburg-Gunzenhausen
- Weißenhorn → Liste der Museen im Landkreis Neu-Ulm
- Weißensberg → Liste der Museen im Landkreis Lindau (Bodensee)
- Wellheim → Liste der Museen im Landkreis Eichstätt
- Wemding → Liste der Museen im Landkreis Donau-Ries
- Werneck → Liste der Museen im Landkreis Schweinfurt
- Wertach → Liste der Museen im Landkreis Oberallgäu
- Wertingen → Liste der Museen im Landkreis Dillingen an der Donau
- Wiesenbronn → Liste der Museen im Landkreis Kitzingen
- Wiesenfelden → Liste der Museen im Landkreis Straubing-Bogen
- Wiggensbach → Liste der Museen im Landkreis Oberallgäu
- Willanzheim → Liste der Museen im Landkreis Kitzingen
- Wipfeld → Liste der Museen im Landkreis Schweinfurt
- Wolfratshausen → Liste der Museen im Landkreis Bad Tölz-Wolfratshausen
- Wolnzach → Liste der Museen im Landkreis Pfaffenhofen an der Ilm
- Würzburg → Liste der Museen in Würzburg

## Z

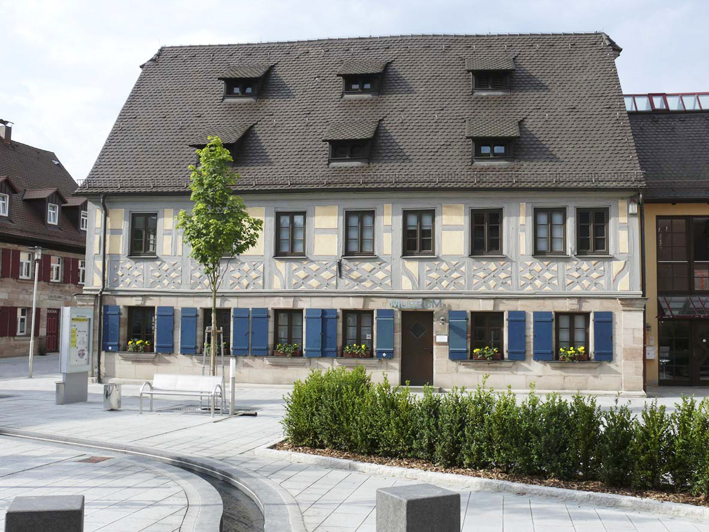
Städtisches Museum Zirndorf

- Zachenberg → Liste der Museen im Landkreis Regen
- Zell am Main → Liste der Museen im Landkreis Würzburg
- Zell im Fichtelgebirge → Liste der Museen im Landkreis Hof
- Ziemetshausen → Liste der Museen im Landkreis Günzburg
- Zirndorf → Liste der Museen im Landkreis Fürth
- Zusmarshausen → Liste der Museen im Landkreis Augsburg
- Zwiesel → Liste der Museen im Landkreis Regen

## Weitere Städte, Märkte und Gemeinden
In diesem Abschnitt sind Museen in den kreisfreien Städten und Landkreisen aufgelistet, für die noch keine eigenen Listen existieren (siehe obenstehende Navigationsleiste).
| Ort                                 | Landkreis                           | Name |
| ----------------------------------- | ----------------------------------- | --- |
| 91183 Abenberg                      | Roth                                | Haus fränkischer Geschichte auf Burg Abenberg                                                                                    |
| 91183 Abenberg                      | Roth                                | Klöppelmuseum und Heimatkundliche Sammlung Abenberg                                                                              |
| 84166 Adlkofen                      | Landshut                            | 1. Niederbayerisches Automobil- und Motorradmuseum                                                                               |
| 96482 Ahorn                         | Coburg                              | Gerätemuseum des Coburger Landes 11                                                                                              |
| 97491 Aidhausen                     | Haßberge                            | Schlepper-, Auto- und Gerätemuseum Hesse                                                                                         |
| 94501 Aldersbach                    | Passau                              | Brauereimuseum Aldersbach |
| 90584 Allersberg                    | Roth                                | Gilardi-Ausstellung |
| 84032 Altdorf (Niederbayern)        | Landshut                            | Heimatmuseum Adlhoch-Haus |
| 97901 Altenbuch                     | Miltenberg                          | Heimatmuseum Altenbuch |
| 83352 Altenmarkt an der Alz         | Traunstein                          | Heimatmuseum Altenmarkt |
| 92665 Altenstadt an der Waldnaab    | Neustadt an der Waldnaab            | Heimatstube Altenstadt |
| 93177 Altenthann                    | Regensburg                          | Heimatmuseum Altenthann |
| 84503 Altötting                     | Altötting                           | Jerusalem-Panorama Kreuzigung Christi                                                                                            |
| 84503 Altötting                     | Altötting                           | Bruder-Konrad-Museum |
| 84503 Altötting                     | Altötting                           | Dioramenschau Altötting, Lebendige Geschichte des Wallfahrtsortes                                                                |
| 84503 Altötting                     | Altötting                           | Haus Papst Benedikt XVI. – Neue Schatzkammer und Wallfahrtsmuseum                                                                |
| 84503 Altötting                     | Altötting                           | Stadtgalerie Altötting |
| 63916 Amorbach                      | Miltenberg                          | Templerhaus Amorbach |
| 63916 Amorbach                      | Miltenberg                          | Fürstlich Leiningensche Sammlungen Schloss Leiningen                                                                             |
| 63916 Amorbach                      | Miltenberg                          | Fürstlich Leiningensche Sammlungen, Heimatmuseum Amorbach                                                                        |
| 63916 Amorbach                      | Miltenberg                          | Sammlung Berger |
| 93474 Arrach                        | Cham                                | Bayerwald-Handwerksmuseum |
| 95659 Arzberg                       | Wunsiedel im Fichtelgebirge         | Volkskundliches Gerätemuseum Bergnersreuth bei Arzberg                                                                           |
| 95659 Arzberg                       | Wunsiedel im Fichtelgebirge         | Heimatstube Sandau |
| 91347 Aufseß                        | Bayreuth                            | Schloss Unteraufseß |
| 91589 Aurach                        | Ansbach                             | Vogteimuseum mit Blumenauer Heimatstube                                                                                          |
| 93090 Bach an der Donau             | Regensburg                          | Baierwein-Museum |
| 93090 Bach an der Donau             | Regensburg                          | Historisches Schmucksteinbergwerk Silberschacht                                                                                  |
| 95680 Bad Alexandersbad             | Wunsiedel im Fichtelgebirge         | Dorfmuseum Bad Alexandersbad |
| 95460 Bad Berneck im Fichtelgebirge | Bayreuth                            | Stadtmuseum Bad Berneck |
| 97708 Bad Bocklet                   | Bad Kissingen                       | Museen Schloss Aschach |
| 97708 Bad Bocklet                   | Bad Kissingen                       | Graf-Luxburg-Museum im Großen Schloss Aschach                                                                                    |
| 97708 Bad Bocklet                   | Bad Kissingen                       | Schulmuseum im ehemaligen Försterhaus                                                                                            |
| 97708 Bad Bocklet                   | Bad Kissingen                       | Volkskundemuseum im barocken Fruchtspeicher                                                                                      |
| 97769 Bad Brückenau                 | Bad Kissingen                       | Deutsches Fahrradmuseum |
| 97769 Bad Brückenau                 | Bad Kissingen                       | Heimatstuben im Alten Rathaus |
| 94072 Bad Füssing                   | Passau                              | Bauernhaus-Museum Bad Füssing (Bruckmann-Haus)                                                                                   |
| 94072 Bad Füssing                   | Passau                              | Bernstein Museum Bad Füssing |
| 94072 Bad Füssing                   | Passau                              | Leonhardi-Museum Aigen |
| 94086 Bad Griesbach im Rottal       | Passau                              | Geburtshaus des hl. Konrad von Parzham                                                                                           |
| 94086 Bad Griesbach im Rottal       | Passau                              | Museum Griesbacher Brauhaus |
| 94086 Bad Griesbach im Rottal       | Passau                              | Sammlung Irmgard Friedl |
| 94086 Bad Griesbach im Rottal       | Passau                              | Schnaps-Museum im Griesbacher Brauhaus                                                                                           |
| 97688 Bad Kissingen                 | Bad Kissingen                       | Heimatstube Reiterweisen |
| 97688 Bad Kissingen                 | Bad Kissingen                       | Museum Obere Saline |
| 97688 Bad Kissingen                 | Bad Kissingen                       | Dauerausstellung „Jüdisches Leben in Bad Kissingen“ im Jüdischen Gemeindehaus                                                    |
| 97688 Bad Kissingen                 | Bad Kissingen                       | Kardinal-Döpfner-Museum im Kloster Hausen                                                                                        |
| 93444 Bad Kötzting                  | Cham                                | Galerie im Woferlhof |
| 93444 Bad Kötzting                  | Cham                                | Pfingstrittmuseum Kirchenburg |
| 93444 Bad Kötzting                  | Cham                                | Schnapsmuseum Kötzting |
| 96476 Bad Rodach                    | Coburg                              | Heimatmuseum im Jagdschloss Bad Rodach                                                                                           |
| 83707 Bad Wiessee                   | Miesbach                            | Töpferstube mit Keramikmuseum Bad Wiessee                                                                                        |
| 91438 Bad Windsheim                 | Neustadt an der Aisch-Bad Windsheim | Archäologie-Museum im Fränkischen Freilandmuseum Bad Windsheim                                                                   |
| 91438 Bad Windsheim                 | Neustadt an der Aisch-Bad Windsheim | Fränkisches Freilandmuseum Bad Windsheim                                                                                         |
| 91438 Bad Windsheim                 | Neustadt an der Aisch-Bad Windsheim | Museum Frohsinnhof Oberntief |
| 91438 Bad Windsheim                 | Neustadt an der Aisch-Bad Windsheim | Museum Kirche in Franken in der Spitalkirche Bad Windsheim                                                                       |
| 91438 Bad Windsheim                 | Neustadt an der Aisch-Bad Windsheim | Reichsstadtmuseum im Ochsenhof                                                                                                   |
| 96148 Baunach                       | Bamberg                             | Heimatmuseum Baunach |
| 96148 Baunach                       | Bamberg                             | Tuberix - Das Röhrenmuseum |
| 83735 Bayrischzell                  | Miesbach                            | Atelierhaus Philipp Harth |
| 91572 Bechhofen                     | Ansbach                             | Deutsches Pinsel- und Bürstenmuseum                                                                                              |
| 91572 Bechhofen                     | Ansbach                             | Museum wiegen + messen |
| 93176 Beratzhausen                  | Regensburg                          | Heimatmuseum Beratzhausen |
| 83346 Bergen                        | Traunstein                          | Museum Maxhütte Bergen |
| 83346 Bergen                        | Traunstein                          | Museum Blauer Anger |
| 94505 Bernried                      | Deggendorf                          | Museumsstadel Landtechnik- und Handwerksmuseum Pitzen                                                                            |
| 94505 Bernried                      | Deggendorf                          | Schloss Egg |
| 91282 Betzenstein                   | Bayreuth                            | Heimatmuseum Betzenstein |
| 96120 Bischberg                     | Bamberg                             | Fränkisches Fischereimuseum |
| 94139 Breitenberg                   | Passau                              | Webereimuseum Breitenberg |
| 94533 Buchhofen                     | Deggendorf                          | Bauernhofmuseum Nindorf |
| 86807 Buchloe                       | Ostallgäu                           | Heimatmuseum Buchloe |
| 84489 Burghausen                    | Altötting                           | Hauptburg Burghausen |
| 84489 Burghausen                    | Altötting                           | Haus der Fotografie Dr. Robert-Gerlich-Museum                                                                                    |
| 84489 Burghausen                    | Altötting                           | Historisches Stadtmuseum in der Hauptburg Burghausen                                                                             |
| 84489 Burghausen                    | Altötting                           | Museum für Krippen, Ess- und Trinkkultur und Brauereigeschichte Burghausen                                                       |
| 84489 Burghausen                    | Altötting                           | Staatsgalerie in der Hauptburg Burghausen                                                                                        |
| 97496 Burgpreppach                  | Haßberge                            | Museum Nostalgie der 50er Jahre im Rathaus Burgpreppach                                                                          |
| 63927 Bürgstadt                     | Miltenberg                          | Museum Bürgstadt |
| 96155 Buttenheim                    | Bamberg                             | Levi-Strauss-Museum |
| 96155 Buttenheim                    | Bamberg                             | Kleines Haus der Kunst |
| 93413 Cham                          | Cham                                | Museum der Büchsenmacherfamilie Kuchenreuther                                                                                    |
| 93413 Cham                          | Cham                                | Museum SPUR Kunst der Gegenwart im Armenhaus                                                                                     |
| 93413 Cham                          | Cham                                | Sakrale Kunst in der St. Anna-Kapelle Cham                                                                                       |
| 93413 Cham                          | Cham                                | St.-Anna-Kapelle Chammünster |
| 93413 Cham                          | Cham                                | Städtische Galerie im Cordonhaus und Städtische Heimatgeschichtliche Sammlung                                                    |
| 83339 Chieming                      | Traunstein                          | Pferdemuseum Chieming im Gut Ising                                                                                               |
| 95473 Creußen                       | Bayreuth                            | Krügemuseum Creußen |
| 94469 Deggendorf                    | Deggendorf                          | Handwerksmuseum Deggendorf |
| 94469 Deggendorf                    | Deggendorf                          | Stadtmuseum Deggendorf |
| 90599 Dietenhofen                   | Ansbach                             | Heimatmuseum Altes Schloss Dietenhofen                                                                                           |
| 91550 Dinkelsbühl                   | Ansbach                             | „Haus der Geschichte“ im Alten Rathaus (seit Oktober 2008)                                                                       |
| 91550 Dinkelsbühl                   | Ansbach                             | Kinderzech’-Zeughaus |
| 91550 Dinkelsbühl                   | Ansbach                             | Museum 3. Dimension Dinkelsbühl                                                                                                  |
| 91550 Dinkelsbühl                   | Ansbach                             | Mies-Pilsner-Heimatmuseum Dinkelsbühl                                                                                            |
| 93093 Donaustauf                    | Regensburg                          | Walhalla |
| 96487 Dörfles-Esbach                | Coburg                              | Schiefer- und Ziegelmuseum Dörfles-Esbach                                                                                        |
| 91320 Ebermannstadt                 | Forchheim                           | DFS Dampfbahn Fränkische Schweiz e. V.                                                                                           |
| 91320 Ebermannstadt                 | Forchheim                           | Heimatmuseum Altes Amtsgericht Ebermannstadt                                                                                     |
| 96106 Ebern                         | Haßberge                            | Heimatmuseum Ebern |
| 95488 Eckersdorf                    | Bayreuth                            | Gartenkunst-Museum Schloss Fantaisie                                                                                             |
| 91349 Egloffstein                   | Forchheim                           | Museum Schloss Hundshaupten |
| 87637 Eisenberg                     | Ostallgäu                           | Burgenmuseum Eisenberg |
| 63820 Elsenfeld                     | Miltenberg                          | Heimatmuseum Elsenfeld |
| 97483 Eltmann                       | Haßberge                            | Heimatmuseum Eltmann |
| 91448 Emskirchen                    | Neustadt an der Aisch-Bad Windsheim | Heimatmuseum Emskirchen |
| 91448 Emskirchen                    | Neustadt an der Aisch-Bad Windsheim | Rundfunkmuseum Schloss Brunn |
| 84061 Ergoldsbach                   | Landshut                            | Heimatmuseum Ergoldsbach im Rathaus                                                                                              |
| 92676 Eschenbach in der Oberpfalz   | Neustadt an der Waldnaab            | Taubenschusterhaus |
| 92275 Eschenfelden                  | Amberg-Sulzbach                     | Oldtimermuseum Speedtreibhaus |
| 93458 Eschlkam                      | Cham                                | Waldschmidt-Ausstellung im Gasthaus „Zur Post“                                                                                   |
| 92693 Eslarn                        | Neustadt an der Waldnaab            | Betty’s Puppensammlung |
| 84051 Essenbach                     | Landshut                            | Archäologisches Museum Essenbach                                                                                                 |
| 84051 Essenbach                     | Landshut                            | Schulmuseum Ahrain |
| 93167 Falkenstein                   | Cham                                | Museum Jagd und Wild auf Burg Falkenstein                                                                                        |
| 91555 Feuchtwangen                  | Ansbach                             | Sängermuseum Feuchtwangen |
| 91555 Feuchtwangen                  | Ansbach                             | Fränkisches Museum Feuchtwangen                                                                                                  |
| 91555 Feuchtwangen                  | Ansbach                             | Handwerkerstuben im romanischen Kreuzgang Feuchtwangen                                                                           |
| 91555 Feuchtwangen                  | Ansbach                             | Sommers alte Druckerei |
| 95686 Fichtelberg                   | Bayreuth                            | Deutsches Fahrzeugmuseum Fichtelberg                                                                                             |
| 95686 Fichtelberg                   | Bayreuth                            | Silbereisenbergwerk Gleißinger Fels                                                                                              |
| 95686 Fichtelberg                   | Bayreuth                            | Dorfmuseum Mühlgütl |
| 95686 Fichtelberg                   | Bayreuth                            | Glasknopfmuseum Fichtelberg |
| 94151 Finsterau                     | Freyung-Grafenau                    | Freilichtmuseum Finsterau |
| 92696 Flossenbürg                   | Neustadt an der Waldnaab            | Burg- und Steinhauermuseum |
| 92696 Flossenbürg                   | Neustadt an der Waldnaab            | KZ-Gedenkstätte Flossenbürg |
| 91301 Forchheim                     | Forchheim                           | Pfalzmuseum Forchheim |
| 91301 Forchheim                     | Forchheim                           | Braunauer Heimatmuseum Forchheim                                                                                                 |
| 91301 Forchheim                     | Forchheim                           | Feuerwehrmuseum |
| 91301 Forchheim                     | Forchheim                           | Archäologiemuseum Oberfranken |
| 91301 Forchheim                     | Forchheim                           | Erlebnismuseum Rote Mauer |
| 91301 Forchheim                     | Forchheim                           | Stadtmuseum |
| 91301 Forchheim                     | Forchheim                           | Trachtenmuseum |
| 96158 Frensdorf                     | Bamberg                             | Bauernmuseum Frensdorf |
| 94078 Freyung                       | Freyung-Grafenau                    | Schloss Wolfstein |
| 94078 Freyung                       | Freyung-Grafenau                    | Galerie Wolfstein |
| 94078 Freyung                       | Freyung-Grafenau                    | Heimatmuseum Stadt Winterberg im Böhmerwald                                                                                      |
| 94078 Freyung                       | Freyung-Grafenau                    | Jagd- und Fischereimuseum im Schloss Wolfstein                                                                                   |
| 94078 Freyung                       | Freyung-Grafenau                    | Wolfsteiner Heimatmuseum im Schramlhaus                                                                                          |
| 93437 Furth im Wald                 | Cham                                | Drachenhöhle |
| 93437 Furth im Wald                 | Cham                                | Erstes Deutsches Drachenmuseum                                                                                                   |
| 93437 Furth im Wald                 | Cham                                | Hammerschmiede Voithenberghütte                                                                                                  |
| 93437 Furth im Wald                 | Cham                                | Landestormuseum |
| 93437 Furth im Wald                 | Cham                                | Museum „Flederwisch“ |
| 93437 Furth im Wald                 | Cham                                | Museum des Heimatkreises Bischofteinitz                                                                                          |
| 93437 Furth im Wald                 | Cham                                | Waldmuseum Sengenbühl |
| 87629 Füssen                        | Ostallgäu                           | Museum der Stadt Füssen |
| 87629 Füssen                        | Ostallgäu                           | Staatsgalerie im Hohen Schloss Füssen Zweiggalerie der Bayer. Staatsgemäldesammlungen                                            |
| 87629 Füssen                        | Ostallgäu                           | Städtische Gemäldegalerie im Hohen Schloss Füssen                                                                                |
| 84518 Garching an der Alz           | Altötting                           | Archäologische Sammlung Garching/Alz                                                                                             |
| 84518 Garching an der Alz           | Altötting                           | Heimatmuseum Garching |
| 84144 Geisenhausen                  | Landshut                            | Trachtenkulturmuseum Holzhausen                                                                                                  |
| 91166 Georgensgmünd                 | Roth                                | Heimatstube Stadt und Landkreis Saatz                                                                                            |
| 91166 Georgensgmünd                 | Roth                                | Jüdisches Museum Synagoge |
| 91166 Georgensgmünd                 | Roth                                | Saazer Heimatmuseum (Georgensgmünd)                                                                                              |
| 95497 Goldkronach                   | Bayreuth                            | Besucherbergwerke Goldkronach |
| 95497 Goldkronach                   | Bayreuth                            | Goldbergbaumuseum Goldkronach |
| 91327 Gößweinstein                  | Forchheim                           | Fränkisches Spielzeugmuseum Gößweinstein                                                                                         |
| 91327 Gößweinstein                  | Forchheim                           | Heimatkundliche Sammlung Gößweinstein                                                                                            |
| 91327 Gößweinstein                  | Forchheim                           | Wallfahrtsmuseum |
| 83355 Grabenstätt                   | Traunstein                          | Römermuseum Grabenstätt |
| 94481 Grafenau                      | Freyung-Grafenau                    | Bauernmöbelmuseum im Kurpark Grafenau                                                                                            |
| 94481 Grafenau                      | Freyung-Grafenau                    | Botanischer Garten des Nationalparks Bayerischer Wald                                                                            |
| 94481 Grafenau                      | Freyung-Grafenau                    | Stadtmuseum und Schnupftabakmuseum Grafenau                                                                                      |
| 91322 Gräfenberg                    | Forchheim                           | Turmuhren und Fossilien im „Gerberstodl“                                                                                         |
| 92655 Grafenwöhr                    | Neustadt an der Waldnaab            | Kultur- und Militärmuseum Grafenwöhr                                                                                             |
| 94539 Grafling                      | Deggendorf                          | Heimatmuseum Grafling |
| 83224 Grassau                       | Traunstein                          | Bayerisches Moor- und Torfmuseum                                                                                                 |
| 83224 Grassau                       | Traunstein                          | Soleleitungsmuseum Brunnhaus Klaushäusl                                                                                          |
| 91171 Greding                       | Roth                                | ArchäologieMuseum Greding |
| 91171 Greding                       | Roth                                | Oldtimer-Museum Just |
| 91171 Greding                       | Roth                                | Sparkassen-Museum der Sparkasse Roth-Schwabach                                                                                   |
| 63868 Großwallstadt                 | Miltenberg                          | Heimschneidermuseum Großwallstadt                                                                                                |
| 87634 Günzach                       | Ostallgäu                           | Dorfmuseum Günzach |
| 94145 Haidmühle                     | Freyung-Grafenau                    | Bauern- und Waldmuseum Bischofsreut                                                                                              |
| 94145 Haidmühle                     | Freyung-Grafenau                    | Kulturlandschaftsmuseum Grenzerfahrung Bischofsreut                                                                              |
| 96103 Hallstadt                     | Bamberg                             | Heimatmuseum Hallstadt |
| 97762 Hammelburg                    | Bad Kissingen                       | Stadtmuseum Herrenmühle Hammelburg                                                                                               |
| 97437 Haßfurt                       | Haßberge                            | Stadtmuseum Haßfurt |
| 91353 Hausen                        | Forchheim                           | Dorfmuseum im Greifenhaus Hausen                                                                                                 |
| 83734 Hausham                       | Miesbach                            | Bergbaumuseum Hausham |
| 83734 Hausham                       | Miesbach                            | Stallhofer-Ausstellung Agatharied                                                                                                |
| 94051 Hauzenberg                    | Passau                              | Erstes Bayerisches Schnapsmuseum                                                                                                 |
| 94051 Hauzenberg                    | Passau                              | Granit-Dauerausstellung Hauzenberg und sein Granit                                                                               |
| 94051 Hauzenberg                    | Passau                              | Hauzenberger Tiermusem im Gasthaus Kinateder „La Plata“                                                                          |
| 94051 Hauzenberg                    | Passau                              | Museum des Graphitbergwerks und Besucherbergwerk Hauzenberg                                                                      |
| 91180 Heideck                       | Roth                                | Heimatkundliche Sammlung im Rathaus Heideck                                                                                      |
| 91560 Heilsbronn                    | Ansbach                             | Heimatstuben und Musikinstrumenten-Sammlung im Katharinenenturm                                                                  |
| 91560 Heilsbronn                    | Ansbach                             | Museum Vom Kloster zur Stadt im Konventhaus                                                                                      |
| 93155 Hemau                         | Regensburg                          | Spielzeugmuseum Hemau |
| 94491 Hengersberg                   | Deggendorf                          | Spital Hengersberg mit Kunstsammlung Ostbayern                                                                                   |
| 91336 Heroldsbach                   | Forchheim                           | Heimatkundliche Sammlung Heroldsbach                                                                                             |
| 91161 Hilpoltstein                  | Roth                                | Museum Schwarzes Ross Hilpoltstein                                                                                               |
| 91355 Hiltpoltstein                 | Forchheim                           | Motorradmuseum in Möchs |
| 95502 Himmelkron                    | Kulmbach                            | Stiftskirchenmuseum Himmelkron                                                                                                   |
| 96114 Hirschaid                     | Bamberg                             | Museum Tropfhaus Sassanfahrt |
| 95186 Höchstädt im Fichtelgebirge   | Wunsiedel im Fichtelgebirge         | Schlossmuseum Höchstädt |
| 97461 Hofheim in Unterfranken       | Haßberge                            | Eisenbahnmuseum Lehmann |
| 97461 Hofheim in Unterfranken       | Haßberge                            | Rotkreuzmuseum |
| 95691 Hohenberg an der Eger         | Wunsiedel im Fichtelgebirge         | Deutsches Porzellanmuseum (Porzellanikon – Staatliches Museum für Porzellan Hohenberg a. d. Eger)                                |
| 93480 Hohenwarth                    | Cham                                | Mineraliensammlung Hohenwarth |
| 96142 Hollfeld                      | Bayreuth                            | Kunst & Museum im ehemaligen Hollfelder Brauhaus                                                                                 |
| 96142 Hollfeld                      | Bayreuth                            | Museumsscheune Fränkische Schweiz                                                                                                |
| 87659 Hopferau                      | Ostallgäu                           | Handschriften-Sammlung im Schloss Hopferau                                                                                       |
| 91471 Illesheim                     | Neustadt an der Aisch-Bad Windsheim | Kleines Kirchengeschichtsmuseum St.Gumbertus Pfarramt Illesheim                                                                  |
| 87660 Irsee                         | Ostallgäu                           | Kloster Irsee mit Brauereimuseum                                                                                                 |
| 93183 Kallmünz                      | Regensburg                          | Fischerei-Museum Kallmünz (derzeit geschlossen)                                                                                  |
| 93183 Kallmünz                      | Regensburg                          | Oskar-Koller-Museum und Zunftstäbe-Sammlung im Alten Rathaus                                                                     |
| 92280 Kastl                         | Amberg-Sulzbach                     | Heimatmuseum Kastl |
| 83361 Kienberg                      | Traunstein                          | Dorfmuseum Schulhaus |
| 83417 Kirchanschöring               | Traunstein                          | Rupertiwinkler Bauernhofmuseum                                                                                                   |
| 94148 Kirchham                      | Passau                              | Alte Mühle Tutting |
| 94148 Kirchham                      | Passau                              | Muse(h)enRundgang im Erlebnispark Haslinger Hof                                                                                  |
| 94148 Kirchham                      | Passau                              | Museum der Kultur- & Brauchtumsstiftung                                                                                          |
| 94148 Kirchham                      | Passau                              | Schnapsmuseum der Brennerei Penninger im historischen Kreuzgewölbe des Hofgarten-Gutes                                           |
| 97500 Kirchlauter                   | Haßberge                            | Schmiedemuseum Kirchlauter |
| 63931 Kirchzell                     | Miltenberg                          | Waldmuseum Watterbacher Haus |
| 63911 Klingenberg am Main           | Miltenberg                          | Teddymuseum Klingenberg |
| 63911 Klingenberg am Main           | Miltenberg                          | Weinbau- und Heimatmuseum Klingenberg                                                                                            |
| 97478 Knetzgau                      | Haßberge                            | Heimatmuseum im Schloss Oberschwappach                                                                                           |
| 97478 Knetzgau                      | Haßberge                            | Maintal-Steigerwald-Museum Schloss Oberschwappach                                                                                |
| 97478 Knetzgau                      | Haßberge                            | Museum Schloss Oberschwappach |
| 95361 Ködnitz                       | Kulmbach                            | Dorfschulmuseum Ködnitz |
| 97486 Königsberg in Bayern          | Haßberge                            | Gerätesammlung Koch |
| 96317 Kronach                       | Kronach                             | Fränkische Galerie des Bayerischen Nationalmuseums im Kommandantenbau der Festung Rosenberg                                      |
| 96317 Kronach                       | Kronach                             | Kronacher Synagoge |
| 96317 Kronach                       | Kronach                             | Deutsches Festungsmuseum Kronach                                                                                                 |
| 96317 Kronach                       | Kronach                             | Frankenwaldmuseum (geschlossen, wird als Stadt- und Festungsmuseum neu konzipiert)                                               |
| 96317 Kronach                       | Kronach                             | Galerie des Kronacher Kunstvereins im Kreiskulturraum                                                                            |
| 96317 Kronach                       | Kronach                             | Galerie im Landratsamt |
| 96317 Kronach                       | Kronach                             | Gedenkstätte Probstzella-Ludwigsstadt                                                                                            |
| 96317 Kronach                       | Kronach                             | Podersam-Jechnitzer Heimatstube                                                                                                  |
| 96317 Kronach                       | Kronach                             | Skulpturenpark des Kronacher Kunstvereins                                                                                        |
| 96317 Kronach                       | Kronach                             | Städtische Galerie am Rathaus Kronach                                                                                            |
| 95326 Kulmbach                      | Kulmbach                            | Deutsches Gewürzmuseum Kulmbach                                                                                                  |
| 95326 Kulmbach                      | Kulmbach                            | Landschaftsmuseum Obermain in der Plassenburg                                                                                    |
| 95326 Kulmbach                      | Kulmbach                            | Armeemuseum Friedrich der Große                                                                                                  |
| 95326 Kulmbach                      | Kulmbach                            | Deutsches Zinnfigurenmuseum im Landschaftsmuseum Obermain in der Plassenburg                                                     |
| 95326 Kulmbach                      | Kulmbach                            | Historisches Badhaus Kulmbach |
| 95326 Kulmbach                      | Kulmbach                            | Staatliche Sammlungen mit Armeemuseum Friedrich der Große, Hohenzollernmuseum und historische Markgrafenräume in der Plassenburg |
| 95326 Kulmbach                      | Kulmbach                            | Staatsgalerie in der Plassenburg                                                                                                 |
| 95326 Kulmbach                      | Kulmbach                            | Bayerisches Bäckereimuseum |
| 95326 Kulmbach                      | Kulmbach                            | Bayerisches Brauereimuseum |
| 84036 Kumhausen                     | Landshut                            | Figurengarten Karl Reidel (Obergangkofen)                                                                                        |
| 92245 Kümmersbruck                  | Amberg-Sulzbach                     | Bergbau- und Industriemuseum Ostbayern                                                                                           |
| 92245 Kümmersbruck                  | Amberg-Sulzbach                     | Strommuseum im Bergbau und Industriemuseum                                                                                       |
| 94550 Künzing                       | Deggendorf                          | Museum Quintana Archäologie in Künzing                                                                                           |
| 95362 Kupferberg                    | Kulmbach                            | Bergbau-Museum |
| 94551 Lalling                       | Deggendorf                          | Streicher Fahrzeug + Kunst Museum                                                                                                |
| 93462 Lam                           | Cham                                | Historisches Silber und Flussspatbergwerk Fürstenzeche                                                                           |
| 93462 Lam                           | Cham                                | Mineralien-Museum Andreas Gabrys                                                                                                 |
| 86983 Lechbruck am See              | Ostallgäu                           | Lechflößermuseum |
| 91578 Leutershausen                 | Ansbach                             | Flugpionier-Gustav-Weißkopf-Museum                                                                                               |
| 91578 Leutershausen                 | Ansbach                             | Heimat- und Handwerker-Museum mit Schützen- und Schulmuseum                                                                      |
| 91578 Leutershausen                 | Ansbach                             | Heimatmuseum im Unteren Turm Leutershausen                                                                                       |
| 91578 Leutershausen                 | Ansbach                             | Motorradmuseum Frankenhöhe in Hetzweiler                                                                                         |
| 96170 Lisberg                       | Bamberg                             | Burgmuseum Lisberg |
| 96337 Ludwigsstadt                  | Kronach                             | Burg Lauenstein |
| 96337 Ludwigsstadt                  | Kronach                             | Schiefermuseum, Museum des Thüringisch-Fränkischen Schiefergebirges                                                              |
| 96337 Ludwigsstadt                  | Kronach                             | Profanierte Marienkapelle mit historischer Gedenkstube für die Heimatdichter Rosa Meinhardt und Hermann Wilhelm                  |
| 96337 Ludwigsstadt                  | Kronach                             | Springer’s Elektronikausstellung                                                                                                 |
| 91459 Markt Erlbach                 | Neustadt an der Aisch-Bad Windsheim | Rangau-Handwerkermuseum |
| 91613 Marktbergel                   | Neustadt an der Aisch-Bad Windsheim | Muna-Museum |
| 84533 Marktl                        | Altötting                           | Heimatmuseum Marktl |
| 95168 Marktleuthen                  | Wunsiedel im Fichtelgebirge         | Entomologisches Museum |
| 87616 Marktoberdorf                 | Ostallgäu                           | Heimatmuseum im Hartmannhaus |
| 87616 Marktoberdorf                 | Ostallgäu                           | Paul-Röder-Museum |
| 87616 Marktoberdorf                 | Ostallgäu                           | Riesengebirgsmuseum |
| 87616 Marktoberdorf                 | Ostallgäu                           | Städtische Galerie Marktoberdorf                                                                                                 |
| 87616 Marktoberdorf                 | Ostallgäu                           | Stadtmuseum Marktoberdorf |
| 95615 Marktredwitz                  | Wunsiedel im Fichtelgebirge         | Egerlandmuseum |
| 95615 Marktredwitz                  | Wunsiedel im Fichtelgebirge         | Feuerwehrmuseum |
| 96364 Marktrodach                   | Kronach                             | Flößermuseum Unterrodach |
| 97711 Maßbach                       | Bad Kissingen                       | Heimatmuseum Maßbach |
| 96484 Meeder                        | Coburg                              | Friedensmuseum Meeder |
| 95694 Mehlmeisel                    | Bayreuth                            | Waldmuseum Mehlmeisel |
| 96117 Memmelsdorf                   | Bamberg                             | Schloss Seehof mit Ferdinand Tietz Sammlung                                                                                      |
| 91732 Merkendorf                    | Ansbach                             | Heimatmuseum Merkendorf in der Zehntscheune                                                                                      |
| 83714 Miesbach                      | Miesbach                            | Heimatmuseum Miesbach |
| 93468 Miltach                       | Cham                                | Schloss Miltach |
| 93468 Miltach                       | Cham                                | Weltkunstmuseum Schloss Altrandsberg                                                                                             |
| 63897 Miltenberg                    | Miltenberg                          | Museum Burg Miltenberg |
| 63897 Miltenberg                    | Miltenberg                          | Museum Stadt Miltenberg |
| 95511 Mistelbach                    | Bayreuth                            | Fränkisches Turmuhrenmuseum |
| 96268 Mitwitz                       | Kronach                             | Wasserschloss Mitwitz |
| 96268 Mitwitz                       | Kronach                             | Imkermuseum im Wasserschloss Mitwitz                                                                                             |
| 63933 Mönchberg                     | Miltenberg                          | Museum im Alten Rathaus Mönchberg                                                                                                |
| 92709 Moosbach                      | Neustadt an der Waldnaab            | Heimatmuseum im Schloss Burgtreswitz                                                                                             |
| 92709 Moosbach                      | Neustadt an der Waldnaab            | Jagd- und Fischereimuseum im Schloss Burgtreswitz                                                                                |
| 97786 Motten                        | Bad Kissingen                       | Werberger Stuben |
| 97702 Münnerstadt                   | Bad Kissingen                       | Henneberg-Museum im Deutschordensschloss                                                                                         |
| 87484 Nesselwang                    | Ostallgäu                           | Heimathaus Nesselwang |
| 91564 Neuendettelsau                | Ansbach                             | Ausstellung Weltmission |
| 91564 Neuendettelsau                | Ansbach                             | Löhe-Zeit-Museum im Bahnhofsgebäude Neuendettelsau                                                                               |
| 95339 Neuenmarkt                    | Kulmbach                            | Deutsches Dampflokomotiv-Museum                                                                                                  |
| 95339 Neuenmarkt                    | Kulmbach                            | Museumsbahn Neuenmarkt-Kulmbach                                                                                                  |
| 95339 Neuenmarkt                    | Kulmbach                            | Idea-Dschungel-Paradies |
| 90616 Neuhof an der Zenn            | Neustadt an der Aisch-Bad Windsheim | Heimatmuseum Neuhof an der Zenn                                                                                                  |
| 93453 Neukirchen beim Heiligen Blut | Cham                                | Wallfahrtsmuseum Neukirchen beim Hl. Blut                                                                                        |
| 91077 Neunkirchen am Brand          | Forchheim                           | Felix-Müller-Museum im Zehntspeicher                                                                                             |
| 91077 Neunkirchen am Brand          | Forchheim                           | Synagoge und Jüdisches Museum Neunkirchen am Brand                                                                               |
| 84524 Neuötting                     | Altötting                           | Stadtmuseum Neuötting |
| 94089 Neureichenau                  | Freyung-Grafenau                    | Brauereikulturmuseum Gutriedelsbach                                                                                              |
| 94089 Neureichenau                  | Freyung-Grafenau                    | Heimatmuseum Neureichenau |
| 91413 Neustadt an der Aisch         | Neustadt an der Aisch-Bad Windsheim | Heimatmuseum Neustadt/Aisch |
| 91413 Neustadt an der Aisch         | Neustadt an der Aisch-Bad Windsheim | Karpfenmuseum und Kinderspielwelten im Alten Schloss                                                                             |
| 92660 Neustadt an der Waldnaab      | Neustadt an der Waldnaab            | Stadtmuseum Neustadt/Waldnaab |
| 96465 Neustadt bei Coburg           | Coburg                              | Informationsstelle über die Teilung Deutschlands                                                                                 |
| 96465 Neustadt bei Coburg           | Coburg                              | Museen der Stadt Neustadt bei Coburg                                                                                             |
| 96465 Neustadt bei Coburg           | Coburg                              | Museum der Deutschen Spielzeugindustrie                                                                                          |
| 93073 Neutraubling                  | Regensburg                          | Museum der Stadt Neutraubling Ortsgeschichtliche Dokumentation und Heimatraum                                                    |
| 84100 Niederaichbach                | Landshut                            | Heimatmuseum Niederaichbach |
| 94557 Niederalteich                 | Deggendorf                          | Paramenten- und Schatzkammer der Benediktinerabtei Niederalteich                                                                 |
| 96365 Nordhalben                    | Kronach                             | Historisches Ortsmuseum Nordhalben                                                                                               |
| 96365 Nordhalben                    | Kronach                             | Internationale Spitzensammlung Nordhalben und Historisches Heimatmuseum                                                          |
| 97720 Nüdlingen                     | Bad Kissingen                       | Heimatmuseum Nüdlingen |
| 87634 Obergünzburg                  | Ostallgäu                           | Heimatmuseum und Südseesammlung Markt Obergünzburg                                                                               |
| 63785 Obernburg am Main             | Miltenberg                          | Heimatmuseum Eisenbach |
| 63785 Obernburg am Main             | Miltenberg                          | Römermuseum Obernburg |
| 94130 Obernzell                     | Passau                              | Keramikmuseum Schloss Obernzell                                                                                                  |
| 91619 Obernzenn                     | Neustadt an der Aisch-Bad Windsheim | Blaues Schloss Obernzenn |
| 91619 Obernzenn                     | Neustadt an der Aisch-Bad Windsheim | Uhrenmuseum Matthäus |
| 86869 Oberostendorf                 | Ostallgäu                           | Heimatstube Gutenberg |
| 93083 Obertraubling                 | Regensburg                          | Heimat- und Bauernmuseum Oberhinkofen                                                                                            |
| 97714 Oerlenbach                    | Bad Kissingen                       | Heimatmuseum Ebenhausen |
| 94496 Ortenburg                     | Passau                              | Schlossmuseum Ortenburg |
| 94486 Osterhofen                    | Deggendorf                          | Heimatmuseum Osterhofen |
| 83349 Palling                       | Traunstein                          | Heimatmuseum Palling |
| 87459 Pfronten                      | Ostallgäu                           | Heimatkundliche Sammlung Heimathaus Pfronten                                                                                     |
| 83132 Pittenhart                    | Traunstein                          | Herzsche Heimatstiftung Hilgerhof                                                                                                |
| 91287 Plech                         | Bayreuth                            | Deutsches Kameramuseum |
| 92714 Pleystein                     | Neustadt an der Waldnaab            | Katharinas Puppenhaus Hagenmühle im Zottbachtal                                                                                  |
| 92714 Pleystein                     | Neustadt an der Waldnaab            | Mineralien- und Heimatmuseum Pleystein                                                                                           |
| 92714 Pleystein                     | Neustadt an der Waldnaab            | Städtisches Heimatmuseum Pleystein                                                                                               |
| 94060 Pocking                       | Passau                              | Drehscheibe Pocking – Spuren der Geschichte                                                                                      |
| 94060 Pocking                       | Passau                              | Rottauer Museum für Fahrzeuge, Wehrtechnik und Zeitgeschichte bis 1948                                                           |
| 96178 Pommersfelden                 | Bamberg                             | Graf von Schönborn Kunstsammlung im Schloss Weißenstein                                                                          |
| 91278 Pottenstein                   | Bayreuth                            | Fränkische Schweiz-Museum Tüchersfeld                                                                                            |
| 91278 Pottenstein                   | Bayreuth                            | Museumsbrauerei Bruckmayer |
| 91278 Pottenstein                   | Bayreuth                            | Museum Burg Pottenstein |
| 91278 Pottenstein                   | Bayreuth                            | Scharfrichter Museum |
| 92690 Pressath                      | Neustadt an der Waldnaab            | Pressath |
| 95355 Presseck                      | Kulmbach                            | Eulenspiegel-Museum Waffenhammer (Presseck) (eventuell geschlossen?)                                                             |
| 96332 Pressig                       | Kronach                             | Gedenkstätte Heinersdorf-Welitsch an der ehemaligen innerdeutschen Grenze                                                        |
| 93128 Regenstauf                    | Regensburg                          | Rot-Kreuz-Museum Regensburg |
| 93128 Regenstauf                    | Regensburg                          | Sangerberger Heimatstube |
| 83242 Reit im Winkl                 | Traunstein                          | Heimatmuseum Hausenhäusl |
| 83242 Reit im Winkl                 | Traunstein                          | Mineralienmuseum stoaklopfer-rudi                                                                                                |
| 83242 Reit im Winkl                 | Traunstein                          | Schnaps-Museum Reit im Winkl |
| 83242 Reit im Winkl                 | Traunstein                          | Spielzeugmuseum Reit im Winkl |
| 97519 Riedbach                      | Haßberge                            | Feuerwehrhelmmuseum im Schulhaus Riedbach                                                                                        |
| 94160 Ringelai                      | Freyung-Grafenau                    | Erlebnispark Gabreta |
| 94160 Ringelai                      | Freyung-Grafenau                    | Hexenmuseum Hotel Groß Ringelai                                                                                                  |
| 96472 Rödental                      | Coburg                              | Goebel-Porzellanmuseum |
| 96472 Rödental                      | Coburg                              | Museum für Modernes Glas Orangerie Schloss Rosenau                                                                               |
| 96472 Rödental                      | Coburg                              | Schloss Rosenau |
| 93426 Roding                        | Cham                                | Feuerwehr-Museum Roding |
| 93426 Roding                        | Cham                                | Schulmuseum Roding |
| 94133 Röhrnbach                     | Freyung-Grafenau                    | Heimatstube Röhrnbach-Kaltenbach                                                                                                 |
| 87672 Roßhaupten                    | Ostallgäu                           | Dorfmuseum im Pfannerhaus |
| 91154 Roth                          | Roth                                | Fabrikmuseum der Leonischen Industrie                                                                                            |
| 91154 Roth                          | Roth                                | Heimatstube Stadt und Landkreis Saaz Landratsamt                                                                                 |
| 91154 Roth                          | Roth                                | Museum Schloss Ratibor |
| 91154 Roth                          | Roth                                | Historischer Eisenhammer Eckersmühlen                                                                                            |
| 91541 Rothenburg ob der Tauber      | Ansbach                             | Alt-Rothenburger Handwerkerhaus                                                                                                  |
| 91541 Rothenburg ob der Tauber      | Ansbach                             | Deutsches Weihnachtsmuseum Rothenburg ob der Tauber                                                                              |
| 91541 Rothenburg ob der Tauber      | Ansbach                             | Historiengewölbe Rathaus Rothenburg ob der Tauber                                                                                |
| 91541 Rothenburg ob der Tauber      | Ansbach                             | Mittelalterliches Kriminalmuseum Rothenburg ob der Tauber                                                                        |
| 91541 Rothenburg ob der Tauber      | Ansbach                             | Puppen- und Spielzeugmuseum Katharina Engels                                                                                     |
| 91541 Rothenburg ob der Tauber      | Ansbach                             | RothenburgMuseum im Dominikanerinnenkloster Rothenburg ob der Tauber (bis 2019 Reichsstadtmuseum)                                |
| 91541 Rothenburg ob der Tauber      | Ansbach                             | Schäfertanz-Kabinett |
| 91541 Rothenburg ob der Tauber      | Ansbach                             | Topplerschlösschen im Taubertal                                                                                                  |
| 83700 Rottach-Egern                 | Miesbach                            | Kutschen-, Schlitten- und Wagenmuseum Rottach-Egern                                                                              |
| 84056 Rottenburg an der Laaber      | Landshut                            | Radiomuseum Rottenburg |
| 94094 Rotthalmünster                | Passau                              | Museum im ehemaligen Kloster Asbach                                                                                              |
| 92444 Rötz                          | Cham                                | Oberpfälzer Handwerks-Museum |
| 83324 Ruhpolding                    | Traunstein                          | Bartholomäus-Schmucker-Heimatmuseum im Herzoglichen Jagdschloss                                                                  |
| 83324 Ruhpolding                    | Traunstein                          | Glockenschmiede Ruhpolding |
| 83324 Ruhpolding                    | Traunstein                          | Holzknechtmuseum Ruhpolding |
| 83324 Ruhpolding                    | Traunstein                          | Museum für bäuerliche und sakrale Kunst Ruhpolding                                                                               |
| 83324 Ruhpolding                    | Traunstein                          | Schnauferlstall Ruhpolding |
| 94568 Sankt Oswald-Riedlhütte       | Freyung-Grafenau                    | Waldgeschichtliches Museum St. Oswald Spiegelau                                                                                  |
| 91443 Scheinfeld                    | Neustadt an der Aisch-Bad Windsheim | Heimatstuben im Oberen Tor Scheinfeld                                                                                            |
| 96110 Scheßlitz                     | Bamberg                             | Museum des heimatkundlichen Vereins Scheßlitz                                                                                    |
| 91583 Schillingsfürst               | Ansbach                             | Brunnenhausmuseum mit historischer Ochsentretanlage                                                                              |
| 91583 Schillingsfürst               | Ansbach                             | Haus der Heimat Ludwig-Doerfler-Galerie Schillingsfürst                                                                          |
| 91583 Schillingsfürst               | Ansbach                             | Schlossmuseum Hohenlohe-Schillingsfürst                                                                                          |
| 95706 Schirnding                    | Wunsiedel im Fichtelgebirge         | Bayerisches Grenzmuseum |
| 83259 Schleching                    | Traunstein                          | Hammerschmiede ehemaliger Zainhammer                                                                                             |
| 83727 Schliersee                    | Miesbach                            | Heimatmuseum Schliersee |
| 83727 Schliersee                    | Miesbach                            | Markus Wasmeier Freilichtmuseum Schliersee                                                                                       |
| 96132 Schlüsselfeld                 | Bamberg                             | Stadtmuseum Schlüsselfeld |
| 92287 Schmidmühlen                  | Amberg-Sulzbach                     | Heimatmuseum Schmidmühlen |
| 93152 Schönhofen                    | Regensburg                          | Fahrrad- und Kleinmotorradmuseum Schönhofen                                                                                      |
| 87645 Schwangau                     | Ostallgäu                           | Museum der bayerischen Könige Hohenschwangau                                                                                     |
| 87645 Schwangau                     | Ostallgäu                           | Römerbad Schwangau |
| 87645 Schwangau                     | Ostallgäu                           | Schloss Hohenschwangau |
| 87645 Schwangau                     | Ostallgäu                           | Schloss Neuschwanstein |
| 87637 Seeg                          | Ostallgäu                           | Heimatmuseum Seeg |
| 83370 Seeon-Seebruck                | Traunstein                          | Oldtimermuseum Seeon |
| 83358 Seeon-Seebruck                | Traunstein                          | Römermuseum Bedaium |
| 95100 Selb                          | Wunsiedel im Fichtelgebirge         | Hutschenreuther-Museum Gut Blumenthal                                                                                            |
| 95100 Selb                          | Wunsiedel im Fichtelgebirge         | Porzellanikon – Staatliches Museum für Porzellan Selb                                                                            |
| 95100 Selb                          | Wunsiedel im Fichtelgebirge         | Europäisches Industriemuseum für Porzellan                                                                                       |
| 95100 Selb                          | Wunsiedel im Fichtelgebirge         | Europäisches Museum für technische Keramik (Teil des Porzellanikon)                                                              |
| 95100 Selb                          | Wunsiedel im Fichtelgebirge         | Rosenthal-Museum (Teil des Porzellanikon)                                                                                        |
| 96145 Seßlach                       | Coburg                              | Heimatmuseum im Rathaus Seßlach                                                                                                  |
| 83313 Siegsdorf                     | Traunstein                          | Südostbayerisches Naturkunde- und Mammut-Museum Siegsdorf                                                                        |
| 83313 Siegsdorf                     | Traunstein                          | Wastlbauernhof |
| 83313 Siegsdorf                     | Traunstein                          | Mammutheum |
| 91174 Spalt                         | Roth                                | Feuerwehrmuseum im Alten Rathaus Spalt                                                                                           |
| 91174 Spalt                         | Roth                                | Handwerkerstuben im Oberen Torturmv                                                                                              |
| 91174 Spalt                         | Roth                                | Heimatstuben im Arrestturm Spalt                                                                                                 |
| 92676 Speinshart                    | Neustadt an der Waldnaab            | Wurzelmuseum in Tremmersdorf |
| 94518 Spiegelau                     | Freyung-Grafenau                    | Penninger Schnaps-Museum Spiegelau                                                                                               |
| 94518 Spiegelau-Pronfelden          | Freyung-Grafenau                    | Uniform- und Ordens-Museum Altes Kinogebäude Spiegelau (wahrscheinlich geschlossen)                                              |
| 97909 Stadtprozelten                | Miltenberg                          | Feuerwehrmuseum Stadtprozelten                                                                                                   |
| 95346 Stadtsteinach                 | Kulmbach                            | Heimatmuseum Stadtsteinach |
| 95346 Stadtsteinach                 | Kulmbach                            | Alte Schneidsäge am Hochofen |
| 96135 Stegaurach                    | Bamberg                             | Bauernmuseum Landkreis Bamberg                                                                                                   |
| 83371 Stein an der Traun            | Traunstein                          | Höhlenburg Stein an der Traun |
| 96349 Steinwiesen                   | Kronach                             | Heimatmuseum Steinwiesen |
| 96349 Steinwiesen                   | Kronach                             | Mühlenmuseum Teichmühle |
| 91484 Sugenheim                     | Neustadt an der Aisch-Bad Windsheim | Spielzeugmuseum im Alten Schloss Sugenheim                                                                                       |
| 92237 Sulzbach-Rosenberg            | Amberg-Sulzbach                     | Erstes Bayerisches Schulmuseum                                                                                                   |
| 92237 Sulzbach-Rosenberg            | Amberg-Sulzbach                     | Historischer Rathaussaal Sulzbach-Rosenberg                                                                                      |
| 92237 Sulzbach-Rosenberg            | Amberg-Sulzbach                     | Literaturarchiv Sulzbach-Rosenberg e. V.                                                                                         |
| 92237 Sulzbach-Rosenberg            | Amberg-Sulzbach                     | Rumburger Heimatsammlung |
| 92237 Sulzbach-Rosenberg            | Amberg-Sulzbach                     | Stadtmuseum Sulzbach-Rosenberg                                                                                                   |
| 83342 Tacherting                    | Traunstein                          | Chiemgauer Schulmuseum |
| 83684 Tegernsee                     | Miesbach                            | Historischer Localbahnzug Tegernsee-Bahn BLV Bayerischer Localbahn Verein e. V.                                                  |
| 83684 Tegernsee                     | Miesbach                            | Ludwig-Thoma-Haus |
| 83684 Tegernsee                     | Miesbach                            | Museum für islamische Fliesen und Keramik Westerhof-Klinik                                                                       |
| 83684 Tegernsee                     | Miesbach                            | Museum Tegernseer Tal Kultur und Geschichte – Alter Pfarrhof                                                                     |
| 83684 Tegernsee                     | Miesbach                            | Olaf-Gulbransson-Museum Tegernsee                                                                                                |
| 96355 Tettau                        | Kronach                             | Europäisches Flakonmuseum in Kleintettau                                                                                         |
| 94167 Tettenweis                    | Passau                              | Museum Geburtshaus Franz von Stuck Tettenweis e. V.                                                                              |
| 91177 Thalmässing                   | Roth                                | Fundreich Thalmässing |
| 95349 Thurnau                       | Kulmbach                            | Töpfermuseum Thurnau |
| 84184 Tiefenbach (bei Landshut)     | Landshut                            | Galerie Kunsthaus Tiefenbach |
| 93464 Tiefenbach (Oberpfalz)        | Cham                                | Ludwig-Gebhard-Museum |
| 93464 Tiefenbach (Oberpfalz)        | Cham                                | Museum ehemalige Klöppelschule Tiefenbach                                                                                        |
| 94104 Tittling                      | Passau                              | Museumsdorf Bayerischer Wald |
| 84529 Tittmoning                    | Traunstein                          | Heimathaus des Rupertiwinkels in der Burg Tittmoning                                                                             |
| 83278 Traunstein                    | Traunstein                          | Alte Wache Traunstein |
| 83278 Traunstein                    | Traunstein                          | Kunstraum Klosterkirche Traunstein                                                                                               |
| 83278 Traunstein                    | Traunstein                          | Museum im Heimathaus Traunstein                                                                                                  |
| 83278 Traunstein                    | Traunstein                          | Städtische Galerie Traunstein |
| 83278 Traunstein                    | Traunstein                          | Katzenmuseum Traunstein, von 1996 bis 2013                                                                                       |
| 90619 Trautskirchen                 | Neustadt an der Aisch-Bad Windsheim | Hans-Böckler-Geburtshaus |
| 83308 Trostberg                     | Traunstein                          | Städtisches Heimatmuseum Trostberg                                                                                               |
| 84577 Tüßling                       | Altötting                           | Brauereimuseum Bräu im Moos |
| 84577 Tüßling                       | Altötting                           | Heimatmuseum Tüßling |
| 83236 Übersee                       | Traunstein                          | Künstlerhaus Exter mit Landschaftsgarten                                                                                         |
| 97215 Uffenheim                     | Neustadt an der Aisch-Bad Windsheim | Gollachgaumuseum |
| 94107 Untergriesbach                | Passau                              | Haus am Strom Zentrum für nachhaltiges Wirtschaften                                                                              |
| 83626 Valley                        | Miesbach                            | Orgelmuseum Altes Schloss Valley im Alten Schloss                                                                                |
| 84137 Vilsbiburg                    | Landshut                            | Heimatmuseum Vilsbiburg – Kröninger Hafnermuseum                                                                                 |
| 84137 Vilsbiburg                    | Landshut                            | Heimatstube Schlesien Vilsbiburg                                                                                                 |
| 92249 Vilseck                       | Amberg-Sulzbach                     | Erstes deutsches Türmermuseum |
| 94474 Vilshofen an der Donau        | Passau                              | Museum für Waffentechnik, Ausrüstung, Auszeichnungswesen Vilshofen                                                               |
| 94474 Vilshofen an der Donau        | Passau                              | Schwarz-Afrika-Museum in der Abtei Schweiklberg                                                                                  |
| 92648 Vohenstrauß                   | Neustadt an der Waldnaab            | Heimatmuseum Vohenstrauß |
| 92648 Vohenstrauß                   | Neustadt an der Waldnaab            | Mineralienmuseum Vohenstrauß |
| 92648 Vohenstrauß                   | Neustadt an der Waldnaab            | Schloss Friedrichsburg |
| 95519 Vorbach                       | Neustadt an der Waldnaab            | Ortsmuseum Oberbibrach |
| 83329 Waging am See                 | Traunstein                          | Bajuwarenmuseum Waging am See |
| 83329 Waging am See                 | Traunstein                          | Vogelmuseum Waging am See |
| 91344 Waischenfeld                  | Bayreuth                            | Burg Waischenfeld |
| 91344 Waischenfeld                  | Bayreuth                            | Stadt- und Heimatmuseum Waischenfeld                                                                                             |
| 93194 Walderbach                    | Cham                                | Kreismuseum Walderbach |
| 94065 Waldkirchen                   | Freyung-Grafenau                    | Museum Goldener Steig Ringmauerturm Waldkirchen                                                                                  |
| 93449 Waldmünchen                   | Cham                                | Grenzland- und Trenckmuseum im historischen Schergenhaus Waldmünchen                                                             |
| 92727 Waldthurn                     | Neustadt an der Waldnaab            | Heimatmuseum mit Flachs- und Webergerätesammlung Waldthurn                                                                       |
| 92727 Waldthurn                     | Neustadt an der Waldnaab            | Privatsammlung Alfons Gollwitzer in Woppenrieth                                                                                  |
| 95485 Warmensteinach                | Bayreuth                            | Freilandmuseum Grassemann, Naturpark-Infostelle Warmensteinach                                                                   |
| 95485 Warmensteinach                | Bayreuth                            | Glasmuseum Warmensteinach |
| 91717 Wassertrüdingen               | Ansbach                             | Fischerei- und Heimatmuseum Wassertrüdingen                                                                                      |
| 91717 Wassertrüdingen               | Ansbach                             | Imker- und Heimatmuseum Wassertrüdingen                                                                                          |
| 94110 Wegscheid                     | Passau                              | Zollmuseum Wegscheid |
| 95466 Weidenberg                    | Bayreuth                            | Freilichtmuseum Scherzermühle |
| 95466 Weidenberg                    | Bayreuth                            | Volkskundliche Sammlung des Fichtelgebirgsvereins                                                                                |
| 95466 Weidenberg                    | Bayreuth                            | Zinnkeller Weidenberg |
| 63937 Weilbach                      | Miltenberg                          | Dorfmuseum Weckbach |
| 91744 Weiltingen                    | Ansbach                             | Trachten- und Heimatmuseum Weiltingen                                                                                            |
| 96369 Weißenbrunn                   | Kronach                             | Brauer- und Büttnermuseum |
| 95163 Weißenstadt                   | Wunsiedel im Fichtelgebirge         | Drogerie-Museum Weißenstadt |
| 96479 Weitramsdorf                  | Coburg                              | Jagd- und Fischereimuseum Schloss Tambach                                                                                        |
| 90530 Wendelstein                   | Roth                                | Drechsler- und Metalldrücker-Museum im Wasserhaus Wendelstein                                                                    |
| 90530 Wendelstein                   | Roth                                | Heimathaus Wendelstein |
| 93109 Wiesent                       | Regensburg                          | Hudetz-Turm |
| 91346 Wiesenttal                    | Forchheim                           | Modelleisenbahnmuseum Muggendorf                                                                                                 |
| 91346 Wiesenttal                    | Forchheim                           | Ammonitenmuseum Streitberg |
| 91489 Wilhelmsdorf                  | Neustadt an der Aisch-Bad Windsheim | Zirkelmuseum Rathaus Wilhelmsdorf                                                                                                |
| 92670 Windischeschenbach            | Neustadt an der Waldnaab            | Geo-Zentrum an der KTB Windischeschenbach                                                                                        |
| 92670 Windischeschenbach            | Neustadt an der Waldnaab            | Waldnaabtal-Museum in der Burg Neuhaus                                                                                           |
| 94577 Winzer                        | Deggendorf                          | Ziegel- und Kalkmuseum Winzer |
| 91749 Wittelshofen                  | Ansbach                             | Heimatmuseum Heinrich Zoller |
| 91749 Wittelshofen                  | Ansbach                             | Limeseum Ruffenhofen |
| 91639 Wolframs-Eschenbach           | Ansbach                             | Museum Wolfram von Eschenbach |
| 93195 Wolfsegg                      | Regensburg                          | Burgmuseum Wolfsegg |
| 96197 Wonsees                       | Kulmbach                            | Burg Zwernitz mit Felsgarten Sanspareil und Morgenländischem Bau                                                                 |
| 63939 Wörth am Main                 | Miltenberg                          | Schiffahrts- und Schiffbaumuseum Wörth                                                                                           |
| 95632 Wunsiedel                     | Wunsiedel im Fichtelgebirge         | Fichtelgebirgsmuseum |
| 93499 Zandt                         | Cham                                | Das faszinierende Leben der Bienen in der Großimkerei Thomas Weiss                                                               |
| 97475 Zeil am Main                  | Haßberge                            | Zeiler Foto- und Filmmuseum |